# Liste der denkmalgeschützten Objekte in Wien/Hietzing
Die Liste der denkmalgeschützten Objekte in Wien-Hietzing enthält die 225 denkmalgeschützten unbeweglichen Objekte des 13. Wiener Gemeindebezirks Hietzing. Der Bezirk gliedert sich in die Katastralgemeinden Auhof, Hacking, Hietzing, Lainz, Ober Sankt Veit, Rosenberg, Schönbrunn, Speising, Unter Sankt Veit und enthält auch die über den Wienfluss ragenden Teile der Katastralgemeinden Penzing, Rudolfsheim und Unterbaumgarten.

## Denkmäler
| Foto  |                 | Denkmal | Standort | Beschreibung | Metadaten |
| ----- | --------------- | --- | --- | --- | --- |
| ja    | Datei hochladen | Gutshof Auhof mit Nebengebäuden HERIS-ID: 62485 Objekt-ID: 75039                                                                       | Hofjagdstraße 9 Standort KG: Auhof                                                                                           | Der Gutshof wurde 1799 erbaut und 1899 durch Brand schwer beschädigt. Er ist in einem vereinfachten Plattenstil gehalten, in der seitlichen Hofmauer ist ein breites Korbbogenportal. | BDA-Hist.: Q38099955 Status: § 2a Stand der BDA-Liste: 2025-06-30 Name: Gutshof Auhof mit Nebengebäuden GstNr.: 98/1 Gutshof Auhof, Vienna |
| ja    | Datei hochladen | Hermesvilla und bauliche Gartengestaltung HERIS-ID: 48402 Objekt-ID: 51872                                                             | Lainzer Tiergarten Standort KG: Auhof                                                                                        | Die Hermesvilla liegt am nordwestlichen Rand der Penzinger Wiese in Verlängerung der Hermesstraße. Sie wurde 1882–1886 von Carl von Hasenauer im Auftrag Kaiser Franz Josephs erbaut und war als Geschenk für Kaiserin Elisabeth gedacht, die sie aber nur sehr sporadisch bewohnte. Stilistisch ist sie eine Mischung aus Neorenaissance und Neobarock und auf den Effekt innerhalb der Landschaft berechnet. Im inneren sind Malereien von Hans Makart sowie der Künstler-Compagnie (Gustav Klimt, Ernst Klimt und Franz Matsch) zu finden. Bei der Gestaltung des Schlossparks wurde insbesondere die Leidenschaft der Kaiserin für den Reitsport berücksichtigt. | BDA-Hist.: Q204129 Status: § 2a Stand der BDA-Liste: 2025-06-30 Name: Hermesvilla und bauliche Gartengestaltung GstNr.: 311/2 Hermesvilla |
| ja    | Datei hochladen | Diverse Wirtschafts- und Nebengebäude der Hermesvilla HERIS-ID: 64449 Objekt-ID: 77168                                                 | Lainzer Tiergarten Standort KG: Auhof                                                                                        | Die flankierenden Wirtschaftsgebäude stammen aus derselben Zeit und vom selben Architekten wie das Hauptgebäude. Es handelt sich um Stallungen, ein zweistöckiges Wirtschaftsgebäude mit Rieselputz, Backsteindekor und Zwerchgiebel, sowie eine Reithalle mit verglaster Laterne. | BDA-Hist.: Q38106997 Status: § 2a Stand der BDA-Liste: 2025-06-30 Name: Diverse Wirtschafts- und Nebengebäude der Hermesvilla GstNr.: 311/2 Hermesvilla, Wirtschaftsgebäude |
| ja    | Datei hochladen | Pavillon und Genovevabrunnen HERIS-ID: 62480 Objekt-ID: 75033                                                                          | Lainzer Tiergarten Standort KG: Auhof                                                                                        | In der Mitte des von der Hermesvilla und ihrer Nebengebäude gebildeten Hofes befindet sich ein Pavillon mit vier Steinsäulen und einem Pyramidendach in dem sich ein runder Brunnen mit dem Relief eines Frauenkopfes befindet. | BDA-Hist.: Q38099903 Status: § 2a Stand der BDA-Liste: 2025-06-30 Name: Pavillon und Genovevabrunnen GstNr.: 311/2 Hermesvilla Genovevabrunnen |
| ja    | Datei hochladen | Tilgnerbrunnen HERIS-ID: 62481 Objekt-ID: 75034                                                                                        | Lainzer Tiergarten Standort KG: Auhof                                                                                        | Der Brunnen wurde zur Bauzeit der Hermesvilla von Victor Tilgner erbaut. Auf einer runden Brunnenschale zeigt es die Figuren eines Putto und eines Krokodils. | BDA-Hist.: Q38099913 Status: § 2a Stand der BDA-Liste: 2025-06-30 Name: Tilgnerbrunnen GstNr.: 311/2 Hermesvilla Tilgnerbrunnen |
| ja    | Datei hochladen | Neptunbrunnen HERIS-ID: 62482 Objekt-ID: 75036 Wien Kulturgut: 45061                                                                   | Lainzer Tiergarten Standort KG: Auhof                                                                                        | Dieser auch Maskenbrunnen genannte Brunnen mit einer Maske als Wasserspeier wurde 1886 von Rudolf Weyr geschaffen. | BDA-Hist.: Q38099924 Status: § 2a Stand der BDA-Liste: 2025-06-30 Name: Neptunbrunnen GstNr.: 311/2 Hermesvilla Neptunbrunnen |
| ja    | Datei hochladen | Hermesstatue HERIS-ID: 62483 Objekt-ID: 75037 Wien Kulturgut: 45064                                                                    | Lainzer Tiergarten Standort KG: Auhof                                                                                        | Die überlebensgroße Hermesstatue ist aus Carraramarmor und trägt die Bezeichnung Ernst Herter 1888. | BDA-Hist.: Q38099932 Status: § 2a Stand der BDA-Liste: 2025-06-30 Name: Hermesstatue GstNr.: 311/2 Hermesvilla Hermesstatue |
| ja    | Datei hochladen | Torwärterhaus des Lainzer Tiergartens HERIS-ID: 62635 Objekt-ID: 75204                                                                 | Lainzer Tiergarten, bei der Hermesstraße Standort KG: Auhof                                                                  | Das Torwächterhaus wurde 1934 gemeinsam mit der neuen Tiergartenmauer erbaut. | BDA-Hist.: Q38100755 Status: § 2a Stand der BDA-Liste: 2025-06-30 Name: Torwärterhaus GstNr.: 193 Torwärterhaus Lainzer Tor |
| ja    | Datei hochladen | Wohnhaus, Kantinengebäude HERIS-ID: 62486 Objekt-ID: 75040                                                                             | Lainzer Tiergarten Standort KG: Auhof                                                                                        | | BDA-Hist.: Q38099965 Status: § 2a Stand der BDA-Liste: 2025-06-30 Name: Wohnhaus, Kantinengebäude GstNr.: 268 Kantinengebäude (Lainzer Tiergarten) |
| ja    | Datei hochladen | Aussichtswarte, Hubertuswarte HERIS-ID: 62487 Objekt-ID: 75041                                                                         | Lainzer Tiergarten Standort KG: Auhof                                                                                        | Die Hubertuswarte wurde 1937 als Aussichtswarte auf dem Kaltbründlberg (508 m) erbaut. | BDA-Hist.: Q1545854 Status: § 2a Stand der BDA-Liste: 2025-06-30 Name: Aussichtswarte, Hubertuswarte GstNr.: 268 Hubertuswarte |
| ja    | Datei hochladen | Auhof Forsthaus HERIS-ID: 62484 Objekt-ID: 75038                                                                                       | Lainzer Tiergarten Standort KG: Auhof                                                                                        | Der zum Auhof gehörende Wirtschaftshof wurde im 3. Viertel des 19. Jahrhunderts erbaut und ist durch eine Backsteinfassade charakterisiert, die durch farblich differenzierte Ziegellagen gegliedert ist. | BDA-Hist.: Q38099944 Status: § 2a Stand der BDA-Liste: 2025-06-30 Name: Auhof Forsthaus GstNr.: 113/11 |
| ja    | Datei hochladen | Nikolaikapelle, Eustachiuskapelle HERIS-ID: 48403 Objekt-ID: 51873                                                                     | im Lainzer Tiergarten beim Nikolaitor Standort KG: Auhof                                                                     | Die Kapelle stammt im Kern aus der 2. Hälfte des 12. Jahrhunderts, im Spätmittelalter und in der Neuzeit wurde sie erneuert. Sie ist ein rechteckiger Bau mit Rundapsis und Walmdach, dem im Inneren ein eineinhalbjochiger Saalraum entspricht. | BDA-Hist.: Q1991078 Status: § 2a Stand der BDA-Liste: 2025-06-30 Name: Nikolaikapelle, Eustachiuskapelle GstNr.: 193 Nikolaikapelle, Vienna |
| ja    | Datei hochladen | Rasthaus Rohrhaus HERIS-ID: 62633 Objekt-ID: 75202                                                                                     | Lainzer Tiergarten Standort KG: Auhof                                                                                        | Das ehemalige Jagdhaus wurde 1774 erbaut und 1963 als Ausflugslokal eröffnet. | BDA-Hist.: Q38100734 Status: § 2a Stand der BDA-Liste: 2025-06-30 Name: Rasthaus Rohrhaus GstNr.: 276 Rasthaus Rohrhaus |
| ja    | Datei hochladen | Forsthaus Teichhaus HERIS-ID: 62634 Objekt-ID: 75203                                                                                   | Lainzer Tiergarten Standort KG: Auhof                                                                                        | Das Forsthaus stammt aus der Zeit um 1740 und wurde Ende des 20. Jahrhunderts neu errichtet. | BDA-Hist.: Q38100744 Status: § 2a Stand der BDA-Liste: 2025-06-30 Name: Forsthaus Teichhaus GstNr.: 498 Forsthaus Teichhaus |
| ja    | Datei hochladen | Umfriedung, Tiergartenmauer, Pulverstampftor des Lainzer Tiergartens HERIS-ID: 62629 Objekt-ID: 75198                                  | Lainzer Tiergarten, Pulverstampftor Standort KG: Auhof                                                                       | Die Tiergartenmauer wurde 1782–1787 durch Philipp Schlucker errichtet. | BDA-Hist.: Q38100684 Status: § 2a Stand der BDA-Liste: 2025-06-30 Name: Umfriedung, Tiergartenmauer, Pulverstampftor GstNr.: 209, 510 Umfriedung, Tiergartenmauer, Pulverstampftor |
| ja    | Datei hochladen | Steinplastiken Eber HERIS-ID: 62488 Objekt-ID: 75042                                                                                   | Lainzer Tiergarten, Pulverstampftor Standort siehe Beschreibung KG: Auhof                                                    | Innerhalb des Pulverstampftores befinden sich links und rechts des Weges zwei den Eingang zum Tiergarten markierende Keilerfiguren aus Sandstein. | BDA-Hist.: Q38099982 Status: § 2a Stand der BDA-Liste: 2025-06-30 Name: Steinplastiken Eber GstNr.: 3/3, 209 Two boar statues at Pulverstampftor |
| ja    | Datei hochladen | Wasserbehälter Lainz samt Einlaufbauwerk HERIS-ID: 16588 Objekt-ID: 12853                                                              | Lainzer Tiergarten, Wittgensteinstraße Standort KG: Auhof                                                                    | Der Wasserbehälter wurde 1935–1938 erbaut und markiert das Ende der II. Wiener Hochquellenwasserleitung. | BDA-Hist.: Q2550738 Status: Bescheid Stand der BDA-Liste: 2025-06-30 Name: Wasserbehälter Lainz samt Einlaufbauwerk GstNr.: 476/5 Wasserbehälter im Lainzer Tiergarten |
| ja    | Datei hochladen | Grenzstein HERIS-ID: 62630 Objekt-ID: 75199                                                                                            | Standort KG: Auhof | Der Stein bezeichnete die Grenze des Waldbesitzes zweier kirchlicher Institutionen. Die Inschrift auf der Vorderseite lautet: IHS C:V: 1704, die auf der Rückseite CONVICT S:B: (d.h. St. Barbara-Kloster). | BDA-Hist.: Q38100693 Status: § 2a Stand der BDA-Liste: 2025-06-30 Name: Grenzstein GstNr.: 510 |
| ja    | Datei hochladen | Grenzsteine HERIS-ID: 62631 Objekt-ID: 75200                                                                                           | Standort siehe Beschreibung KG: Auhof                                                                                        | Bei der Baderwiese (auch Wienblickwiese) befinden sich zwei Grenzsteine: einen westlich der Wiese (Inschrift N4H, hier abgebildet) und einen direkt auf der Wiese beim Wienblick (Inschrift N3H). | BDA-Hist.: Q38100722 Status: § 2a Stand der BDA-Liste: 2025-06-30 Name: Grenzsteine GstNr.: 168 |
| ja    | Datei hochladen | Kleindenkmale Landvermessungspunkt HERIS-ID: 62632 Objekt-ID: 75201                                                                    | Standort KG: Auhof | Beim Wienblick befindet sich ein Triangulationspunkt aus dem Jahr 1867. | BDA-Hist.: Q111397121 Status: § 2a Stand der BDA-Liste: 2025-06-30 Name: Kleindenkmale Landvermessungspunkt GstNr.: 168 Triangulationsstein im Lainzer Tiergarten |
| ja    | Datei hochladen | Kanalbrücke Tiergarten HERIS-ID: 111686 Objekt-ID: 129675                                                                              | Standort KG: Auhof | Die II. Wiener Hochquellenwasserleitung ist eine 183 Kilometer lange Trinkwasser-Versorgungsleitung für die Stadt Wien. Sie wurde auf Betreiben von Karl Lueger errichtet und nach zehnjähriger Bauzeit am 2. Dezember 1910 als II. Kaiser-Franz-Josef-Hochquellenleitung eröffnet. | BDA-Hist.: Q37826077 Status: Bescheid Stand der BDA-Liste: 2025-06-30 Name: Kanalbrücke Tiergarten GstNr.: 412 Kanalbrücke (Lainzer Tiergarten) |
| ja    | Datei hochladen | Kongresssiedlung HERIS-ID: 73182 Objekt-ID: 86468 Wiener Wohnen: 166                                                                   | Dr.-Schober-Straße 6–18 Standort KG: Auhof                                                                                   | Diese Gemeindesiedlung der Stadt Wien wurde 1951/1952 nach Plänen von Edith Lessel und Johann Stöhr errichtet. Sie besteht aus mehreren zweigeschoßigen Reihenhäusern in Zeilenbauweise. Zur Dr.-Schober-Straße hin befinden sich drei Natursteinmosaike von Heinrich Tahedl, die Jahreszeiten darstellen. | BDA-Hist.: Q1476460 Status: § 2a Stand der BDA-Liste: 2025-06-30 Name: Kongreßsiedlung GstNr.: 495/11, 1443 Kongresssiedlung |
| ja    | Datei hochladen | Ereignisdenkmal, Friedensdenkmal der Siedlung Friedensstadt HERIS-ID: 63061 Objekt-ID: 75669                                           | Friedenszeile 20, vor Standort KG: Auhof                                                                                     | Dieses Denkmal, das an die Grundsteinlegung der Siedlung Friedensstadt erinnert, wurde 1921 aufgestellt, der Entwurf dürfte von Adolf Loos stammen. Es handelt sich um zwei aufeinandergestellte Steinwürfel auf einem dreistufigen Sockel, die von einer Steinkugel bekrönt werden. | BDA-Hist.: Q1606453 Status: § 2a Stand der BDA-Liste: 2025-06-30 Name: Ereignisdenkmal, Friedensdenkmal d. Siedlung Friedensstadt GstNr.: 1381 Friedensstadt-Denkmal |
| ja    | Datei hochladen | Kath. Pfarrkirche hll. Hubertus und Christophorus HERIS-ID: 48406 Objekt-ID: 51877                                                     | Granichstaedtengasse 73 Standort KG: Auhof                                                                                   | Diese römisch-katholische Pfarrkirche wurde 1934/1935 nach den Plänen der Architekten Anton Liebe, Kurt Klaudy und Georg Lippert erbaut. Sie ist ein freistehender schlichter Saalbau aus Bruchsteinwerk und einem aufragenden Turm an der Südostecke. Die östliche Giebelfassade hat ein breites Rechtecksportal, eine Fensterrose und eine Dreifaltigkeitsplastik. Die Mosaikfenster stammen von Hans Alexander Brunner. Am Marienaltar sind Schnitzarbeiten von Mea Bratusch. | BDA-Hist.: Q1679236 Status: § 2a Stand der BDA-Liste: 2025-06-30 Name: Kath. Pfarrkirche hll. Hubertus und Christophorus GstNr.: 1739 St. Hubertus und Christophorus (Wien) |
| ja    | Datei hochladen | Villa Bauer samt Gartenhaus HERIS-ID: 48289 Objekt-ID: 51739                                                                           | Auhofstraße 230 Standort KG: Hacking                                                                                         | Diese Villa wird der Wiener Protomoderne zugerechnet, erbaut wurde sie 1907 durch Leopold Bauer. Das Gartenhaus stammt aus dem Jahr 1927. | BDA-Hist.: Q38029844 Status: Bescheid Stand der BDA-Liste: 2025-06-30 Name: Villa Bauer samt Gartenhaus GstNr.: 147, 146/2 Villa Bauer |
| ja    | Datei hochladen | Bildstock HERIS-ID: 63065 Objekt-ID: 75673                                                                                             | bei Hackinger Kai 15 Standort KG: Hacking                                                                                    | Der Bildstock stammt vermutlich aus dem 17. Jahrhundert, seit 1896 befindet er sich am jetzigen Standort. | BDA-Hist.: Q38102027 Status: § 2a Stand der BDA-Liste: 2025-06-30 Name: Bildstock GstNr.: 184/2 Bildstock Lilienberggasse |
| ja    | Datei hochladen | Ehemaliger Stadtbahn-Teilbereich der heutigen U4 HERIS-ID: 111244 Objekt-ID: 129036                                                    | Hadikgasse 312 Standort KG: Hacking                                                                                          | Die Stadtbahn wurde ab 1892 im Zuge der Regulierung von Donaukanal und Wienfluss geplant, ästhetischer Beirat war seit 1894 Otto Wagner. Er plante mit seinen Mitarbeitern Unterbau, Hochbauten (Stützmauern, Brücken, Tunnelportale, Viadukte, Stationen) und Details (Geländer, Gitter, Tore, Möbel, Beleuchtungsköper etc.) aller Stadtbahnlinien. Es entstanden nach sechs Jahren Bauzeit etwa vierzig Bahnkilometer mit 36 Stationen im Stil des Späthistorismus mit Jugendstilelementen. Von 1969 bis 1989 wurde das System modernisiert und schrittweise in das U-Bahn-Netz integriert.Hier überquert die Wientallinie den Wienfluss. Anmerkung: In diesem Eintrag sind auch die Bereiche der KG Hacking enthalten, die sich schon im 14. Bezirk befinden, insbesondere das südliche Aufnahmsgebäude des Bahnhofs Hütteldorf mit der U-Bahn-Station (der ehemaligen Stadtbahnstation Hütteldorf-Hacking). | BDA-Hist.: Q64765160 Status: Bescheid Stand der BDA-Liste: 2025-06-30 Name: ehem. Stadtbahn – Teilbereich der heutigen U4 GstNr.: 258/3, 258/7, 258/10, 258/11, 260, 266/1, 267 Vienna Stadtbahn architecture |
| ja    | Datei hochladen | WC-Anlage HERIS-ID: 48257 Objekt-ID: 51693                                                                                             | Lilienberggasse Standort KG: Hacking                                                                                         | Errichtet wurde das Toilettengebäude 1936 durch Bauunternehmer Wilhelm Beetz. | BDA-Hist.: Q38029714 Status: § 2a Stand der BDA-Liste: 2025-06-30 Name: WC-Anlage GstNr.: 184/2 Bedürfnisanstalt (Wien 13, Lilienberggasse, ObjektID: 51693) |
| ja    | Datei hochladen | Jugendgästehaus der Stadt Wien HERIS-ID: 64890 Objekt-ID: 77665                                                                        | Schlossberggasse 8 Standort KG: Hacking                                                                                      | Das Gebäude wurde im Auftrag der Stadt Wien 1956–1958 von Fred Freyler an Stelle des Hackinger Schlösschens errichtet. | BDA-Hist.: Q38108543 Status: § 2a Stand der BDA-Liste: 2025-06-30 Name: Jugendgästehaus der Stadt Wien GstNr.: 42/32 Jugendgästehaus Hütteldorf-Hacking |
| ja    | Datei hochladen | Villa Schmeidler HERIS-ID: 41147 Objekt-ID: 41591                                                                                      | Schlossberggasse 14 Standort KG: Hacking                                                                                     | Diese Jugendstil-Villa wurde 1901 von Otto Wagner junior erbaut. | BDA-Hist.: Q37998403 Status: Bescheid Stand der BDA-Liste: 2025-06-30 Name: Villa Schmeidler GstNr.: 36 Villa Schmeidler |
| ja    | Datei hochladen | Dominikanerinnenkirche Königin des Hl. Rosenkranzes und Konvent HERIS-ID: 48320 Objekt-ID: 51773                                       | Schlossberggasse 17 Standort KG: Hacking                                                                                     | Die neugotische Kapelle des Dominikanerinnenkonvents wurde 1885–1886 von Richard Jordan erbaut. Sie hat zur Straße hin eine wuchtige Doppelturmfassade, die Türme sind ab dem dritten Geschoß polygonal ausgebildet. Das Mittelfeld wird durch Spitzbogenfenster gegliedert, in einer wimperggekrönten Nische befindet sich eine Madonnenfigur. Seitlich befindet sich ein kleiner Eingangsvorbau mit pyramidalem Dach. Das Innere wurde 1960 von Georg Lippert umgestaltet. Zu diesem Eintrag gehört auch das an die Kapelle anschließende Klostergebäude. | BDA-Hist.: Q1237956 Status: § 2a Stand der BDA-Liste: 2025-06-30 Name: Dominikanerinnenkirche Königin des Hl. Rosenkranzes und Konvent GstNr.: 2 Dominikanerinnenkonvent, Hacking |
| ja    | Datei hochladen | Gymnasium und wirtschaftskundliches Realgymnasium der Dominikanerinnen HERIS-ID: 80565 Objekt-ID: 94308                                | Schlossberggasse 17 Standort KG: Hacking                                                                                     | Dieses Schulgebäude im Sichtziegelstil ist Teil des Dominikanerinnenkonvents und wurde 1896/97 erbaut. | BDA-Hist.: Q38174142 Status: § 2a Stand der BDA-Liste: 2025-06-30 Name: Gymnasium GstNr.: 1/3 Dominikanerinnenkonvent, Hacking |
| ja    | Datei hochladen | Dominikanerinnen – Priesterhaus und Wirtschaftsbauten HERIS-ID: 80579 Objekt-ID: 94322                                                 | Schlossberggasse 17 Standort KG: Hacking                                                                                     | Der Konvent der Dominikanerinnen wurde 1896–1904 erbaut. | BDA-Hist.: Q38174161 Status: § 2a Stand der BDA-Liste: 2025-06-30 Name: Priesterhaus und Wirtschaftsbauten GstNr.: 1/4 Dominikanerinnenkonvent, Hacking |
| ja    | Datei hochladen | Dominikanerinnen: Gartenbaudenkmal – Steinbassin HERIS-ID: 80598 Objekt-ID: 94341                                                      | Schlossberggasse 17 Standort KG: Hacking                                                                                     | | BDA-Hist.: Q38174189 Status: § 2a Stand der BDA-Liste: 2025-06-30 Name: Gartenbaudenkmal – Steinbassin GstNr.: 1/1 Dominikanerinnenkonvent, Hacking |
| ja    | Datei hochladen | Wirtschaftsbauten HERIS-ID: 80597 Objekt-ID: 94340                                                                                     | bei Seuttergasse 3 Standort KG: Hacking                                                                                      | Der Konvent der Dominikanerinnen wurde 1896–1904 erbaut. | BDA-Hist.: Q38174179 Status: § 2a Stand der BDA-Liste: 2025-06-30 Name: Wirtschaftsbauten GstNr.: 6/1, 6/2 Dominikanerinnenkonvent, Hacking |
| ja    | Datei hochladen | Rudolf-Steiner-Schule HERIS-ID: 48312 Objekt-ID: 51765                                                                                 | Seuttergasse 29 Standort KG: Hacking                                                                                         | Die Waldorfschule befindet sich in einem späthistoristisch-secessionistischen Gebäude, auf dessen Grundstück eine Heilquelle fließt und das vor dem Zweiten Weltkrieg ein Sanatorium beherbergte. | BDA-Hist.: Q38029933 Status: § 2a Stand der BDA-Liste: 2025-06-30 Name: Rudolf Steiner Schule GstNr.: 70/1 |
| ja    | Datei hochladen | Fußgängerbrücke, Zufferbrücke HERIS-ID: 64888 Objekt-ID: 77663                                                                         | Verbindung 13., Hietzinger Kai, mit 14., Hadikgasse/Deutschordenstraße Standort KG: Hacking                                  | Die Stahl-Fachwerkbrücke über den Wienfluss stammt aus dem Jahr 1934. | BDA-Hist.: Q64026639 Status: § 2a Stand der BDA-Liste: 2025-06-30 Name: Fußgängerbrücke, Zufferbrücke GstNr.: 206/1, 206/6, 256/1 Zufferbrücke |
| ja    | Datei hochladen | Bürgerhaus HERIS-ID: 41120 Objekt-ID: 41564                                                                                            | Altgasse 7 Standort KG: Hietzing                                                                                             | Dieses Biedermeierhaus, dessen Fassade mit Doppelpilastern gegliedert ist, hat ein Geschäftsportal, das um 1910 gestaltet wurde. | BDA-Hist.: Q37998198 Status: Bescheid Stand der BDA-Liste: 2025-06-30 Name: Bürgerhaus GstNr.: 24/1 |
| ja    | Datei hochladen | Hietzinger Pfarrkirche Mariae Geburt HERIS-ID: 48259 Objekt-ID: 51696                                                                  | Am Platz 1 Standort KG: Hietzing                                                                                             | Die Hietzinger Pfarr- und Wallfahrtskirche ist ein barockisierter spätgotischer Bau mit neugotischen Elementen. Eine mittelalterliche Bautätigkeit ist für die Jahre 1414–1419 belegt und die barocken Umgestaltungen gehen auf das vierte Fünftel des 17. Jahrhunderts zurück. 1860–1864 erfolgte eine Verlängerung des Langhauses und die Erbauung der dominierenden Turmfassade durch Carl Roesner. Das Langhaus hat ein hohes Satteldach mit Rundbogenfenster zwischen Strebepfeilern. Der Turm ist ab dem Schallgeschoß oktogonal mit Giebelkranz und hohem Spitzhelm. Der Gewölbestuck und die Fresken im Inneren stammen wahrscheinlich aus den 1660er-Jahren, der monumentale, den ganzen Chor ausfüllende Hochaltar von Matthias Steinl aus dem Jahr 1698/99. die Leopoldikapelle ist ein seitlicher Kuppelraum mit Laterne und Rundbogenfenster, die Gewölbemalereien stammen aus den 1880er-Jahren. Die Johann-Nepomuk-Kapelle ist ein seichter übergiebelter Rechteckbau aus dem Jahr 1733.                                                                                      | BDA-Hist.: Q1617651 Status: § 2a Stand der BDA-Liste: 2025-06-30 Name: Hietzinger Pfarrkirche Mariae Geburt GstNr.: 1 Hietzinger Pfarrkirche |
| ja    | Datei hochladen | Bildstock HERIS-ID: 63080 Objekt-ID: 75689 Wien Kulturgut: 45067                                                                       | Am Platz Standort KG: Hietzing                                                                                               | Dieser spätgotische Bildstock wurde 1919 hier aufgestellt. Auf dem Pfeiler erhebt sich ein Tabernakelaufsatz mit kielbogenförmigen Relieffeldern, die einen Schmerzensmann, eine Schutzmantelmadonna und eine Kreuzigungsszene zeigen. Der Erhaltungszustand der Reliefs ist unterschiedlich, eines ist sehr stark zerstört. | BDA-Hist.: Q38102079 Status: § 2a Stand der BDA-Liste: 2025-06-30 Name: Bildstock GstNr.: 623 Hietzing Am Platz Bildstock |
| ja    | Datei hochladen | Mariensäule HERIS-ID: 63081 Objekt-ID: 75690 Wien Kulturgut: 45065                                                                     | Am Platz Standort KG: Hietzing                                                                                               | Die Säule wurde um 1730 gestiftet. Auf einer viereckigen Basis befindet sich ein Sockel mit vier Engelsfiguren, darüber ein Postament mit hoher Wolkensäule und einer Immaculata-Figur. | BDA-Hist.: Q38102097 Status: § 2a Stand der BDA-Liste: 2025-06-30 Name: Mariensäule GstNr.: 623 Mariensäule, Hietzing |
| ja    | Datei hochladen | Kaiser-Maximilian-Denkmal HERIS-ID: 63132 Objekt-ID: 75741 Wien Kulturgut: 45028                                                       | Am Platz Standort KG: Hietzing                                                                                               | Das Denkmal für Erzherzog Ferdinand Maximilian, den als „Kaiser von Mexiko“ erschossenen Bruder Kaiser Franz Josephs, wurde laut Inschrift 1871 errichtet. | BDA-Hist.: Q38102253 Status: § 2a Stand der BDA-Liste: 2025-06-30 Name: Kaiser Maximilian von Mexiko-Denkmal GstNr.: 623 Archduke Ferdinand Maximilian statue, Hietzing, Vienna |
| ja    | Datei hochladen | Pfarrhof der Hietzinger Pfarrkirche HERIS-ID: 63131 Objekt-ID: 75740                                                                   | Am Platz 1 Standort KG: Hietzing                                                                                             | Der Hietzinger Pfarrhof ist ein frühhistoristischer Bau aus dem Jahr 1863. Im Giebelfeld des Mittelrisaliten weist er Wappenreliefs auf, mit der Kirche ist er über einen Schwibbogengang verbunden. | BDA-Hist.: Q38102242 Status: § 2a Stand der BDA-Liste: 2025-06-30 Name: Pfarrhof GstNr.: 2/1 Pfarrhof Hietzing |
| ja    | Datei hochladen | ehem. Volksschule, Bezirksmuseum HERIS-ID: 48260 Objekt-ID: 51697                                                                      | Am Platz 2 Standort KG: Hietzing                                                                                             | Dieser strenghistoristische Bau, in dem nunmehr das Bezirksmuseum Hietzing untergebracht ist, war ehemals eine Volksschule. Der Torbogen, der den Bau mit dem Pfarrhof verbindet, ist mit 1682 bezeichnet. | BDA-Hist.: Q110090627 Status: § 2a Stand der BDA-Liste: 2025-06-30 Name: ehem. Volksschule, Bezirksmuseum GstNr.: 5/3 Am Platz 2 |
| ja    | Datei hochladen | Wohnhaus HERIS-ID: 41121 Objekt-ID: 41565                                                                                              | Am Platz 3 Standort KG: Hietzing                                                                                             | Dieses Haus mit biedermeierlich geprägtem Aussehen hat möglicherweise einen älteren Kern. Die Platzfront wird durch den übergiebelten Mittelrisaliten akzentuiert, im Hof befinden sich Pawlatschen. | BDA-Hist.: Q37998211 Status: Bescheid Stand der BDA-Liste: 2025-06-30 Name: Wohnhaus GstNr.: 7 Am Platz 3, Hietzing |
| ja    | Datei hochladen | Fassadenbau und Kapelle Königin der Apostel im Pallottihaus HERIS-ID: 48295 Objekt-ID: 51745                                           | Auhofstraße 10 Standort KG: Hietzing                                                                                         | Diese in das Bildungshaus der Pallottiner eingebaute Kapelle wurde 1959/60 von Robert Kramreiter erbaut. Sie hat eine hohe Blendfassade zur Straße und weist seitlich einen asymmetrischen Glockenträger auf. Die Eingangsfront ist durch eine plastische Darstellung des Pfingstwunders bestimmt. An der Altarwand befindet sich ein monumentales Emailkreuz mit einer Schutzmantelmadonna als Konsolenfigur, das von Franz Barwig dem Jüngeren stammt. | BDA-Hist.: Q2048084 Status: § 2a Stand der BDA-Liste: 2025-06-30 Name: Fassadenbau und Kapelle Königin der Apostel im Pallottihaus GstNr.: 166/9 Pallottihaus (Wien) |
| ja    | Datei hochladen | Villa Wustl HERIS-ID: 41122 Objekt-ID: 41566                                                                                           | Auhofstraße 13–15 Standort KG: Hietzing                                                                                      | Die Villa Wustl wurde 1911–1913 von Robert Oerley errichtet. Der kubische Bau wird durch ein zweifach abgetrepptes Pyramidendach abgeschlossen, von dem umlaufende Lichtgaden im Dachgeschoß hervortreten. | BDA-Hist.: Q37998220 Status: Bescheid Stand der BDA-Liste: 2025-06-30 Name: Villa Wustl GstNr.: 226/1 Villa Wustl |
| ja    | Datei hochladen | Villa, sogenanntes Braunschweigschlössl HERIS-ID: 41123 Objekt-ID: 41567                                                               | Auhofstraße 18 Standort KG: Hietzing                                                                                         | Dieser ursprünglich historistische Bau aus dem Jahr 1871 für Herzog Wilhelm von Braunschweig wurde 1927 von Franz Kaim und Alfons Hetmanek in neoklassizistischen Formen umgebaut. Es ist durch mehrere Risalite gegliedert und weist ein hohes Walmdach auf. An den Seitenrisaliten befinden sich oberhalb der Fenster Reliefmedaillons mit allegorischen Frauengestalten. | BDA-Hist.: Q37998232 Status: Bescheid Stand der BDA-Liste: 2025-06-30 Name: Villa, sog. Braunschweigschlößl GstNr.: 178/2 Braunschweigschlössl |
| ja    | Datei hochladen | Fußgängerbrücke, Badhaus-Steg HERIS-ID: 64311 Objekt-ID: 77018                                                                         | Badhaussteg (Verbindung 13., Dommayergasse, mit 14., Hadikgasse) Standort KG: Hietzing                                       | Der Badhaussteg verbindet die Katastralgemeinden Hietzing und Penzing. Er stammt aus dem Jahr 1898, besteht aus Stahlfachwerk und weist beiderseits doppelläufige Treppenaufgänge auf. | BDA-Hist.: Q64026638 Status: § 2a Stand der BDA-Liste: 2025-06-30 Name: Fußgängerbrücke, Badhaus-Steg GstNr.: 709/6, 766/5, 766/1 Badhaussteg |
| ja    | Datei hochladen | Ehem. Villa Joly HERIS-ID: 46106 Objekt-ID: 47768                                                                                      | Braunschweiggasse 12 Standort KG: Hietzing                                                                                   | Dieser dreigeschoßige kubische Bau wurde 1929 von Leopold Bauer errichtet. Das letzte Stockwerk ist durch Lisenen gekennzeichnet, darunter sind die Fenster unregelmäßig angeordnet. | BDA-Hist.: Q38019261 Status: Bescheid Stand der BDA-Liste: 2025-06-30 Name: Ehem. Villa Joly GstNr.: 171/20 Villa Joly |
| ja    | Datei hochladen | Bürgerhaus HERIS-ID: 41125 Objekt-ID: 41569                                                                                            | Dommayergasse 6 Standort KG: Hietzing                                                                                        | Die Villa wird als Biedermeiervilla bezeichnet, sie wurde allerdings erst 1875 von Josef Kopf errichtet. | BDA-Hist.: Q37998253 Status: Bescheid Stand der BDA-Liste: 2025-06-30 Name: Bürgerhaus GstNr.: 154/1 |
| ja    | Datei hochladen | Wohnhausanlage, Malfattisiedlung HERIS-ID: 48284 Objekt-ID: 51732                                                                      | Franz-Schalk-Platz 1–15, ungerade Nrn. Standort KG: Hietzing                                                                 | Die Wohnhausanlage der Arbeiter-Unfallversicherung für Wien, Niederösterreich und Burgenland wurde von 1930 bis 1932 nach Plänen des Architekten Siegfried C. Drach im Internationalen Stil errichtet. Die Anlage befindet sich im ehemaligen Park der Malfatti-Villa und besteht aus einem Kopfbau und sieben Doppelhäusern. | BDA-Hist.: Q38029822 Status: Bescheid Stand der BDA-Liste: 2025-06-30 Name: Wohnhausanlage, Malfattisiedlung GstNr.: 379/11, 379/104, 379/100, 379/115, 397/99, 379/114, 379/98, 379/113, 379/97, 379/112, 379/96, 379/111, 379/95, 379/110, 379/94, 379/109, 379/93, 379/108, 379/92, 379/107, 379/91, 379/106, 379/35, 379/103, 379/118, 379/102, 379/117, 379/101, 379/116 Malfattisiedlung                                        |
| ja    | Datei hochladen | Schratt-Villa HERIS-ID: 23649 Objekt-ID: 20011                                                                                         | Gloriettegasse 9 Standort KG: Hietzing                                                                                       | Diese Dreiflügelanlage mit spätbiedermeierlicher Fassade weist eine Innenausstattung auf, die für Burgschauspielerin Katharina Schratt nach 1893 von Andreas Streit geschaffen wurde. | BDA-Hist.: Q37877988 Status: Bescheid Stand der BDA-Liste: 2025-06-30 Name: Schratt-Villa GstNr.: 565, 566, 567, 568/1 Villa Schratt |
| ja    | Datei hochladen | Villa Skywa-Primavesi HERIS-ID: 41127 Objekt-ID: 41571                                                                                 | Gloriettegasse 14–16 Standort KG: Hietzing                                                                                   | Diese neoklassizistische Villa wurde 1913–1915 von Josef Hoffmann erbaut. Die Relieffiguren stammen von Anton Hanak. Die langgezogene Straßenfront fällt vor allem durch die kannelierten Säulen und das über die gesamte Fassade gehende Kranzgesims auf. | BDA-Hist.: Q2525596 Status: Bescheid Stand der BDA-Liste: 2025-06-30 Name: Villa Skywa-Primavesi GstNr.: 405/4, 408/1 Villa Skywa-Primavesi |
| ja    | Datei hochladen | Villa Schopp HERIS-ID: 41128 Objekt-ID: 41572                                                                                          | Gloriettegasse 21 Standort KG: Hietzing                                                                                      | Diese Villenanlage im Secessionsstil wurde 1900–1902 von Friedrich Ohmann und Josef Hackhofer erbaut. | BDA-Hist.: Q37998274 Status: Bescheid Stand der BDA-Liste: 2025-06-30 Name: Villa Schopp GstNr.: 550/1, 550/2, 551 Villa Schopp |
| ja    | Datei hochladen | Wohnhaus HERIS-ID: 41129 Objekt-ID: 41573                                                                                              | Gloriettegasse 31 Standort KG: Hietzing                                                                                      | Dieses spätklassizistisches Landhaus stammt aus dem zweiten Drittel des 19. Jahrhunderts. Der Gartentrakt und Verbindungsbau wurde 1924 von Leopold Bauer hinzugefügt. | BDA-Hist.: Q37998285 Status: Bescheid Stand der BDA-Liste: 2025-06-30 Name: Wohnhaus GstNr.: 394 |
| ja    | Datei hochladen | Wohnhaus HERIS-ID: 41130 Objekt-ID: 41574                                                                                              | Gloriettegasse 33 Standort KG: Hietzing                                                                                      | Dieses spätklassizistische Landhaus stammt aus dem zweiten Drittel des 19. Jahrhunderts. | BDA-Hist.: Q37998296 Status: Bescheid Stand der BDA-Liste: 2025-06-30 Name: Wohnhaus GstNr.: 396/2, 397 |
| ja    | Datei hochladen | Wohnhaus HERIS-ID: 41131 Objekt-ID: 41575                                                                                              | Gloriettegasse 35–37 Standort KG: Hietzing                                                                                   | Diese spätklassizistischen Landhäuser stammen aus dem zweiten Drittel des 19. Jahrhunderts. | BDA-Hist.: Q37998308 Status: Bescheid Stand der BDA-Liste: 2025-06-30 Name: Wohnhaus GstNr.: 398 |
| ja    | Datei hochladen | Villa / Landhaus HERIS-ID: 41132 Objekt-ID: 41576                                                                                      | Gloriettegasse 39 Standort KG: Hietzing                                                                                      | Dieses spätklassizistische Landhaus stammt aus dem zweiten Drittel des 19. Jahrhunderts. | BDA-Hist.: Q37998318 Status: Bescheid Stand der BDA-Liste: 2025-06-30 Name: Villa / Landhaus GstNr.: 404 |
| ja    | Datei hochladen | Gaswerk, Gasdruckregelstation HERIS-ID: 48276 Objekt-ID: 51723                                                                         | Hans-Moser-Park, gegenüber Eduard-Klein-Gasse 7 Standort KG: Hietzing                                                        | | BDA-Hist.: Q38029781 Status: Bescheid Stand der BDA-Liste: 2025-06-30 Name: Gaswerk, Gasdruckregelstation GstNr.: 701/3 Gasdruckregelstation Hans-Moser-Park |
| ja    | Datei hochladen | Brunnen HERIS-ID: 48369 Objekt-ID: 51827                                                                                               | Hanselmayergasse 9–15 Standort KG: Hietzing                                                                                  | Dieser Vogeltränkebrunnen gehört zu einer 1958–1960 errichteten Wohnhausanlage und wurde 1958–1962 von Andreas Urteil gefertigt. | BDA-Hist.: Q38030126 Status: § 2a Stand der BDA-Liste: 2025-06-30 Name: Brunnen GstNr.: 604/78 |
| ja    | Datei hochladen | Haus Weidman HERIS-ID: 63078 Objekt-ID: 75687                                                                                          | Hietzinger Hauptstraße 6 Standort KG: Hietzing                                                                               | An diesem 1790 errichteten und 1902 von Jože Plečnik für den Leder- und Galanteriewarenfabrikanten Josef Weidman umgebauten Gebäude fällt besonders das Dachgebälk auf, das aus von Putti umtanzten Pfeilern besteht. Im Lauf des 20. Jahrhunderts wurden die unteren Teile des Hauses allerdings stark verändert. | BDA-Hist.: Q38102069 Status: Bescheid Stand der BDA-Liste: 2025-06-30 Name: Haus Weidmann GstNr.: 127/1 Haus Weidmann |
| ja    | Datei hochladen | Amtshaus Hietzing HERIS-ID: 48282 Objekt-ID: 51730                                                                                     | Hietzinger Kai 1 Standort KG: Hietzing                                                                                       | Das Amtshaus für den 13. und 14. Bezirk entstand auf dem Gelände des ehemaligen Betriebsbahnhofes der Dampftramway-Gesellschaft vormals Krauss & Comp. und wurde von 1912 bis 1913 nach Plänen des Stadtbauamts errichtet (Einzug der Bezirksvorstehung und der Bezirksverwaltung am 12. Jänner 1914). Die Ausführung erfolgte durch den Baumeister Guido Gröger. Es ist ein mächtiger, von der gleichzeitigen Münchener Architektur beeinflusster späthistoristischer Bau in Neogotik- und Neorenaissanceformen. Ein markantes Element ist der mit vier Échauguette-Türmchen ausgestattete Turmbau. | BDA-Hist.: Q38029813 Status: § 2a Stand der BDA-Liste: 2025-06-30 Name: Amtshaus GstNr.: 701/1 Amtshaus Hietzing |
| ja    | Datei hochladen | Wohnhausanlage der Gemeinde Wien, Steinitz-Hof HERIS-ID: 48296 Objekt-ID: 51746 Wiener Wohnen: 168                                     | Hietzinger Kai 7–9 Standort KG: Hietzing                                                                                     | Dieser Gemeindebau aus mehreren Wohnblöcken mit einem Seniorenheim im Zentrum wurde 1950–1951 von Victor Adler erbaut. Er weist Skulpturen von Wander Bertoni und Heinz Leinfellner, sowie Wandbilder von Hugo Franz Kirsch, Franz Klasek, Jakob Laub, Heinz L. Maresch, Rudolf Petrik, Rudolf Pleban, Ilse Pompe, Oskar Schmal und Hans Staudacher auf. | BDA-Hist.: Q38029887 Status: § 2a Stand der BDA-Liste: 2025-06-30 Name: Wohnhausanlage der Gemeinde Wien, Steinitz-Hof GstNr.: 161/19 Steinitz-Hof |
| ja    | Datei hochladen | Maxingpark HERIS-ID: 111082 Objekt-ID: 128859                                                                                          | Maxingpark Standort KG: Hietzing und Schönbrunn                                                                              | Der 2,5 ha große Landschaftspark zwischen dem Tirolergarten des Schlossparks Schönbrunn und dem Hietzinger Friedhof ist nach Erzherzog Ferdinand Maximilian von Österreich benannt. | BDA-Hist.: Q37821674 Status: Bescheid Stand der BDA-Liste: 2025-06-30 Name: Maxingpark GstNr.: 616, 617, 32/1 Maxingpark |
| ja    | Datei hochladen | Wohnhäuser, sog. Bäckenhäuser HERIS-ID: 48261 Objekt-ID: 51698                                                                         | Maxingstraße 3–13, ungerade Nummern Standort KG: Hietzing                                                                    | Dieses Ensemble schlichter zweistöckiger Häuser mit Pawlatschengängen an der Rückseite wurden Anfang des 19. Jahrhunderts wahrscheinlich für Hofbedienstete erbaut. Heute befindet sich dort das traditionelle Gasthaus Maxing Stüberl. | BDA-Hist.: Q38029733 Status: Bescheid Stand der BDA-Liste: 2025-06-30 Name: Wohnhäuser, sog. Bäckenhäuser GstNr.: 9, 10, 11, 12, 13, 14 Bäckenhäuser, Hietzing |
| ja    | Datei hochladen | Ansitz, ehemals Villa Palffy HERIS-ID: 41139 Objekt-ID: 41583                                                                          | Lainzer Straße 14 Standort KG: Hietzing                                                                                      | Dieser Ansitz mit Mansarddach aus dem 18. Jahrhundert hat möglicherweise einen älteren Kern. Das säulengegliederte Portal mit Balkon stammt vom Anfang des 19. Jahrhunderts. Innen ist die Struktur des 18. Jahrhunderts weitgehend erhalten. | BDA-Hist.: Q37998354 Status: Bescheid Stand der BDA-Liste: 2025-06-30 Name: Ansitz, ehemals Villa Palffy GstNr.: 245/1 |
| ja    | Datei hochladen | Anlage Hietzinger Friedhof HERIS-ID: 78359 Objekt-ID: 92020                                                                            | bei Maxingstraße 15 Standort KG: Hietzing                                                                                    | Der auf einem Abhang des Küniglberges angelegte Friedhof wurde 1787 eröffnet und im 19. Jahrhundert mehrfach erweitert. 1835 wurde eine erste Umfriedungsmauer errichtet, der Bau der jetzigen erfolgte zwischen 1896 und 1907. 1913 wurden Kapelle, Aufbahrungshalle und Leichenkammer vollendet. Die Aufbahrungshalle ist ein monumentaler Bau in neobarocken Formen mit Walmdach und Giebelfront zum Friedhof hin. | BDA-Hist.: Q2718154 Status: Bescheid Stand der BDA-Liste: 2025-06-30 Name: Anlage Hietzinger Friedhof GstNr.: 657, 615/4 Hietzinger Friedhof |
| ja    | Datei hochladen | Haus Rufer (Loos-Villa) HERIS-ID: 41146 Objekt-ID: 41590                                                                               | Schließmanngasse 11 Standort KG: Hietzing                                                                                    | Dieses Haus wurde 1922 von Adolf Loos errichtet. In auffallendem Kontrast zum schlichten, würfelförmigen Baukörper steht die Anordnung der Fenster, die eine komplexe und ausgeklügelte Raumanordnung im Inneren verrät. Das Relief ist eine Nachbildung eines Teils des Parthenonfries und stammt von Theodor Friedl. | BDA-Hist.: Q7377885 Status: Bescheid Stand der BDA-Liste: 2025-06-30 Name: Haus Rufer (Loos Villa) GstNr.: 216/3 Haus Rufer |
| ja    | Datei hochladen | Brunnen HERIS-ID: 64093 Objekt-ID: 76793                                                                                               | Steckhovengasse 20 Standort KG: Hietzing                                                                                     | Dieser Betonbrunnen mit Mosaiken gehört zu einer 1957–1959 errichteten Wohnhausanlage und wurde von 1957/58 von Josef Seebacher geschaffen. | BDA-Hist.: Q38105292 Status: § 2a Stand der BDA-Liste: 2025-06-30 Name: Brunnen GstNr.: 202/2 |
| ja    | Datei hochladen | Miethaus HERIS-ID: 48281 Objekt-ID: 51729                                                                                              | Trauttmansdorffgasse 18 Standort KG: Hietzing                                                                                | Klassizistisches Miethaus | BDA-Hist.: Q38029793 Status: § 2a Stand der BDA-Liste: 2025-06-30 Name: Miethaus GstNr.: 50 Trauttmansdorffgasse 18, Vienna |
| ja    | Datei hochladen | Ansitz, Gräfl. Trauttmansdorffsches Sommerhaus HERIS-ID: 41157 Objekt-ID: 41602                                                        | Trauttmansdorffgasse 40 Standort KG: Hietzing                                                                                | Dieses klassizistische Wohnhaus war der Sommersitz des Adelsgeschlechts Trauttmansdorff. | BDA-Hist.: Q37998431 Status: Bescheid Stand der BDA-Liste: 2025-06-30 Name: Ansitz, Gräfl. Trauttmansdorffsches Sommerhaus GstNr.: 286 |
| ja    | Datei hochladen | Miethaus HERIS-ID: 63125 Objekt-ID: 75734seit 2016                                                                                     | Trauttmansdorffgasse 50 Standort KG: Hietzing                                                                                | Der Fürstenhof wurde 1904/05 von Hans Dworak erbaut. Über einer gebänderten Sockelzone erheben sich an den Seitenachsen zwei dreiseitige Balkonerker, die auf spektakuläre Weise mit Glasdächern abgeschlossen sind. Auch in den Obergeschoßen ist die horizontale Bänderung auffällig. | BDA-Hist.: Q38102220 Status: Bescheid Stand der BDA-Liste: 2025-06-30 Name: Miethaus GstNr.: 311 |
| ja    | Datei hochladen | Bürgerhaus HERIS-ID: 41159 Objekt-ID: 41604                                                                                            | Trauttmansdorffgasse 54 Standort KG: Hietzing                                                                                | Dieses klassizistische Wohnhaus wurde nach 1830 erbaut. | BDA-Hist.: Q37998449 Status: Bescheid Stand der BDA-Liste: 2025-06-30 Name: Bürgerhaus GstNr.: 413 Trauttmansdorffgasse 54 |
| ja    | Datei hochladen | Villa / Landhaus HERIS-ID: 41158 Objekt-ID: 41603                                                                                      | Trauttmansdorffgasse 56 Standort KG: Hietzing                                                                                | Dieses klassizistische Wohnhaus hat ein von Josef Hoffmann 1914 entworfenes Gartenhäuschen. | BDA-Hist.: Q37998439 Status: Bescheid Stand der BDA-Liste: 2025-06-30 Name: Villa / Landhaus GstNr.: 409 Trauttmansdorffgasse 56 |
| ja    | Datei hochladen | Ehem. Haus Dr. Valentin Rosenfeld HERIS-ID: 65915 Objekt-ID: 78784seit 2021                                                            | Wattmanngasse 11 Standort KG: Hietzing                                                                                       | Dieses Gebäude aus dem mittleren 19. Jahrhundert wurde 1917 von Adolf Loos umgebaut, es wurde auch eine bereits 1912 für Valentin und Eva Rosenfeld entworfene Wohnung hierhin übersiedelt. | BDA-Hist.: Q105086781 Status: Bescheid Stand der BDA-Liste: 2025-06-30 Name: Ehem. Haus Dr. Valentin Rosenfeld GstNr.: 503 |
| ja    | Datei hochladen | Wohnhaus, sog. Schokoladenhaus HERIS-ID: 41166 Objekt-ID: 41611                                                                        | Wattmanngasse 29 Standort KG: Hietzing                                                                                       | Ernst Lichtblau baute das Wohnhaus 1914 um, an der markanten Fassade befinden sich Reliefs von Willy Ruß, die märchenhafte Motive darstellen. Von den Reliefs in bräunlichem Stein kommt auch der Spitzname. | BDA-Hist.: Q37998463 Status: Bescheid Stand der BDA-Liste: 2025-06-30 Name: Wohnhaus, sog. Schokoladenhaus GstNr.: 532 Schokoladenhaus |
| ja    | Datei hochladen | Haus/Villa Beer HERIS-ID: 41168 Objekt-ID: 41613                                                                                       | Wenzgasse 12 Standort KG: Hietzing                                                                                           | Diese vom Internationalen Stil geprägte Villa wurde 1929–1931 von Josef Frank und Oskar Wlach erbaut. | BDA-Hist.: Q37998473 Status: Bescheid Stand der BDA-Liste: 2025-06-30 Name: Haus/Villa Beer GstNr.: 279/8, 279/1 Haus Beer |
| ja    | Datei hochladen | Ehemaliger Stadtbahn-Teilbereich der heutigen U4 HERIS-ID: 111246 Objekt-ID: 129038                                                    | Standort KG: Hietzing | Hier verläuft die Wientallinie parallel zum regulierten Wienfluss (siehe KG Hacking). | BDA-Hist.: Q64765161 Status: Bescheid Stand der BDA-Liste: 2025-06-30 Name: ehem. Stadtbahn – Teilbereich der heutigen U4 GstNr.: 766/1, 766/7 Vienna Stadtbahn architecture |
| ja    | Datei hochladen | Bronzeplastiken auf der Kennedybrücke HERIS-ID: 64879 Objekt-ID: 77647                                                                 | Kennedybrücke, westlicher Brückenrand Standort KG: Hietzing                                                                  | Das ist die südliche zweier historischer Plastiken von der 1898–1900 erbauten Vorgängerbrücke, den gekrönten Adler des Kaisertums Österreich darstellend. Diese Figur hält eine Schaufel. Der zweite Adler steht in der KG Penzing. | BDA-Hist.: Q38108508 Status: § 2a Stand der BDA-Liste: 2025-06-30 Name: Bronzeplastik auf der Kennedybrücke GstNr.: 766/7 Kennedybrücke Adler |
| ja    | Datei hochladen | Anlage Gemeindesiedlung Lockerwiese HERIS-ID: 48395 Objekt-ID: 51862 Wiener Wohnen: 60                                                 | Faistauergasse 1–143 Standort KG: Lainz                                                                                      | Die Gemeindesiedlung wurde 1928–1932 von Karl Schartelmüller errichtet und 1938 vom selben Architekten erweitert. Im Zentrum befindet sich ein Wohnblock mit Wohnturm und Gemeinschaftseinrichtungen, der von Reihenhäusern flankiert wird. Die Siedlung versucht so die Konzepte der blockhaften Gemeindebauten mit der Idee der Gartenstadt zu verbinden. | BDA-Hist.: Q29857346 Status: § 2a Stand der BDA-Liste: 2025-06-30 Name: Anlage Gemeindesiedlung Lockerwiese GstNr.: 375/1, 375/2, 375/3, 375/4, 375/5, 375/6, 375/7, 375/8, 375/9, 375/10, 375/12-375/30, 375/37-375/47, 375/49, 375/50, 375/51, 375/62, 375/63, 375/67-375/79, 375/86 Siedlung Lockerwiese |
| ja    | Datei hochladen | Hummel- oder Malfattikapelle Hl. Familie HERIS-ID: 64095 Objekt-ID: 76795                                                              | bei Fasangartengasse 21, Zugang über Fritz-Moravec-Steig Standort KG: Lainz                                                  | Diese kleine, in der Parkanlage freistehende neugotische Kapelle wurde Ende des 19. Jahrhunderts erbaut und 1938 auf den jetzigen Standort versetzt. Sie hat annähernd quadratischen Grundriss mit Polygonalapsis und hohem Satteldach. Im Giebel befindet sich ein Dreipassfeld mit einem Relief der Heiligen Dreifaltigkeit. Das Innere ist kreuzgratgewölbt. | BDA-Hist.: Q1637129 Status: § 2a Stand der BDA-Liste: 2025-06-30 Name: Hummel- oder Malfattikapelle Hl. Familie GstNr.: 146/3 Hummelkapelle |
| ja    | Datei hochladen | Wohnhaus, Haus Michal HERIS-ID: 65793 Objekt-ID: 78661                                                                                 | Gobergasse 7 Standort KG: Lainz                                                                                              | Das Haus wurde 1931–1933 erbaut und stammt von Gottlieb Michal. An dieser Parzelle war vorher ein Obstgarten, die Ziegel der Umfassungsmauer wurden für das Erdgeschoß verwendet. | BDA-Hist.: Q38111657 Status: Bescheid Stand der BDA-Liste: 2025-06-30 Name: Wohnhaus, Haus Michal GstNr.: 330/89 |
| ja    | Datei hochladen | Hausanlage Rainer – Werkbundsiedlung HERIS-ID: 56562 Objekt-ID: 66040seit 2016                                                         | Engelbrechtweg 8 Standort KG: Lainz                                                                                          | Das originale Haus der Werkbundsiedlung Wien wurde im Krieg zerstört. Das jetzige Haus an dieser Stelle stammt von Roland Rainer aus dem Jahr 1954. | BDA-Hist.: Q38072929 Status: Bescheid Stand der BDA-Liste: 2025-06-30 Name: Hausanlage Rainer – Werkbundsiedlung GstNr.: 315/73, 315/84 |
| ja    | Datei hochladen | Evang. Pfarrkirche A.B., Friedenskirche HERIS-ID: 48360 Objekt-ID: 51817                                                               | Jagdschloßgasse 44 Standort KG: Lainz                                                                                        | Die Kirche wurde 1957–1960 nach Plänen von Rudolf Angelides erbaut. Sie ist ein kleiner flachgedeckter Bau mit Sichtbetonturm und einer Loggia auf Rundstützen zur Straße hin. Die südliche Kirchenfront weist vier Fenster mit auskragender Betonrahmung auf. Der kahle Saalraum in Inneren hat eine Holzbalkendecke und eine Empore im Südwesten. Der Übergang zum Chor wird durch Metalltreibarbeiten (Madonna, Gekreuzigter, Salvator) von Heinz Glawischnig markiert. | BDA-Hist.: Q1380187 Status: § 2a Stand der BDA-Liste: 2025-06-30 Name: Evang. Pfarrkirche A.B., Friedenskirche GstNr.: 321/54 Evangelische Friedenskirche Wien-Hietzing |
| ja    | Datei hochladen | Konzilsgedächtniskirche Hl. Ignatius von Loyola HERIS-ID: 64094 Objekt-ID: 76794                                                       | Kardinal-König-Platz 1 (Lainzer Straße/Jagdschlossgasse) Standort KG: Lainz                                                  | Dieser Sichtbetonbau auf quadratischem Grundriss mit flachem Dachaufsatz wurde 1966–1968 von Josef Lackner erbaut. Insbesondere durch den zentralen Altar orientiert sich der Bau an die Liturgiereform durch das II. Vatikanische Konzil. Auch im Innenraum wird Sichtbeton und Stahl verwendet. | BDA-Hist.: Q1783739 Status: § 2a Stand der BDA-Liste: 2025-06-30 Name: Konzilsgedächtniskirche Hl. Ignatius von Loyola GstNr.: 30/2, 31, 32/1 Konzilsgedächtniskirche Lainz Speising |
| ja    | Datei hochladen | ehem. Schloss, Bildungshaus der Jesuiten HERIS-ID: 64877 Objekt-ID: 77645                                                              | Kardinal-König-Platz 2, 3 Standort KG: Lainz                                                                                 | Identadresse Lainzer Straße 138. Dieser dreizehnachsige strenghistoristische Bau wurde Ende des 19. Jahrhunderts errichtet. | BDA-Hist.: Q38108497 Status: § 2a Stand der BDA-Liste: 2025-06-30 Name: ehem. Schloss, Bildungshaus der Jesuiten GstNr.: 30/1 Bildungshaus der Jesuiten, Lainz |
| ja    | Datei hochladen | Wohnhaus, Haus Weissmann HERIS-ID: 65794 Objekt-ID: 78662                                                                              | Küniglberggasse 55 Standort KG: Lainz                                                                                        | Dieses Haus wurde 1933 vom Loos-Schüler Heinrich Kulka erbaut. Es existierte als Modell schon Jahre vor der Auftragsvergabe. Von seinem Lehrer (der davon sehr angetan war) übernahm er das Konzept einer ausgeklügelten Raumanordnung. | BDA-Hist.: Q38111668 Status: Bescheid Stand der BDA-Liste: 2025-06-30 Name: Wohnhaus, Haus Weissmann GstNr.: 228/10 Küniglberggasse 55 |
| ja    | Datei hochladen | Wohnhausanlage der Gemeinde Wien HERIS-ID: 48285 Objekt-ID: 51733 Wiener Wohnen: 167                                                   | Lainzer Straße 109A bis 117 (ungerade Nrn.) Standort KG: Lainz                                                               | Der Franz-Rosenberger-Hof wurde 1950–1952 von Carl Machtlinger und Sepp Stein erbaut. Er besteht aus fünf mit Pergolen verbundenen Wohnkörpern mit Giebelfronten und Satteldächern, der Äußerste zur Alois-Kraus-Promenade hin ist leicht konkav geschwungen. Von ursprünglich fünf Majolikamosaiken von Franz Zülow ist noch eines erhalten. | BDA-Hist.: Q38029832 Status: § 2a Stand der BDA-Liste: 2025-06-30 Name: Wohnhausanlage der Gemeinde Wien GstNr.: 422/15 Franz-Rosenberger-Hof, Hietzing |
| ja    | Datei hochladen | Gnadenstuhl HERIS-ID: 64842 Objekt-ID: 77607                                                                                           | bei Lainzer Straße 117 Standort KG: Lainz                                                                                    | Diese barocke Gnadenstuhl-Skulptur aus Sandstein stammt wahrscheinlich aus dem Jahr 1713. Auf dem Vierkantsockel befinden sich Blattrankenreliefs, darüber Engelsköpfe. | BDA-Hist.: Q38108425 Status: § 2a Stand der BDA-Liste: 2025-06-30 Name: Gnadenstuhl GstNr.: 422/15 Dreifaltigkeitssäule Lainzer Straße |
| ja    | Datei hochladen | Bürgerhaus, ehem. Pfarrhof Lainz HERIS-ID: 64858 Objekt-ID: 77625                                                                      | Lainzer Straße 154 Standort KG: Lainz                                                                                        | Dieses zweigeschoßige Wohnhaus wurde im 18. Jahrhundert erbaut. Es hat eine spätbarocke Fassade mit Nutung und geschwungenen Parapetfeldern im Obergeschoß. Das Portal mit rautenförmiger Dopplung ist original erhalten. | BDA-Hist.: Q38108464 Status: § 2a Stand der BDA-Liste: 2025-06-30 Name: Bürgerhaus, ehem. Pfarrhof Lainz GstNr.: 49 Former Pfarrhof Lainz |
| ja    | Datei hochladen | Ehemalige Lainzer Pfarr- und Wallfahrtskirche Hl. Dreifaltigkeit, Syrisch-orthodoxe Kirche St. Ephrem HERIS-ID: 48364 Objekt-ID: 51822 | Lainzer Straße 154A Standort KG: Lainz                                                                                       | Die ehemalige Lainzer Pfarrkirche ein freistehender Bau mit rechteckigem Grundriss und ovalem Zentralraum. Erbaut wurde sie 1736–1746 von Gottfried Pock unter Verwendung von Bauteilen des in den 1420er-Jahren erbauten älteren Kirchengebäudes. Neben dem schlichten Langhaus mit an gleicher Firsthöhe anschließenden Chor befindet sich ein Fassadenturm mit Uhrgiebelkranz und eingezogenem Spitzhelm. Der ovale Mittelraum wird durch eine Flachkuppel überhöht, die seitlichen Kapellen durch Kreuzgrat- oder Stickgewölbe. Der Hochaltar stammt aus der Mitte des 19. Jahrhunderts. Seit 1974 ist das Gebäude in Besitz der syrisch-orthodoxen Kirche. | BDA-Hist.: Q1499689 Status: § 2a Stand der BDA-Liste: 2025-06-30 Name: Ehem. Lainzer Pfarr- und Wallfahrtskirche Hl. Dreifaltigkeit GstNr.: 43 Syrisch-orthodoxe Kirche St. Ephrem |
| ja    | Datei hochladen | Haus Horner HERIS-ID: 41145 Objekt-ID: 41589                                                                                           | Nothartgasse 7 Standort KG: Lainz                                                                                            | Das Haus wurde 1912–1913 von Adolf Loos erbaut. Auch hier ist der bei mehreren Häusern Loos’ anzutreffende Abschluss in Form einer Halbtonne zu sehen. | BDA-Hist.: Q37998385 Status: Bescheid Stand der BDA-Liste: 2025-06-30 Name: Haus Horner GstNr.: 290/19 Haus Horner |
| ja    | Datei hochladen | Volksschule der Stadt Wien HERIS-ID: 48365 Objekt-ID: 51823                                                                            | Steinlechnergasse 5–7 Standort KG: Lainz                                                                                     | Diese künstlerisch reich gestaltete neobarocke Schule wurde 1908 erbaut. Der Fassadendekor ist plastisch und zeigt abwechselnd Märchenreliefs in den Parapetfeldern und Portraitmedaillons in den Fensterbekrönungen. Der im Mittelrisaliten asymmetrisch angebrachte Eingang wird von Freisplastiken flankiert. | BDA-Hist.: Q38030094 Status: § 2a Stand der BDA-Liste: 2025-06-30 Name: Volksschule der Stadt Wien GstNr.: 40 Volksschule Steinlechnergasse |
| ja    | Datei hochladen | Otto-Glöckel-Schule HERIS-ID: 48366 Objekt-ID: 51824                                                                                   | Veitingergasse 9 Standort KG: Lainz                                                                                          | Dieses Schulgebäude der Stadt Wien wurde 1934 erbaut. Es ist ein hoher, gestaffelter Baukörper mit sachlichen Putzfassaden und großflächigen Fenstern. Das Majolikaportal weist figuralen Terrakottaschmuck auf. 1946 wurde sie nach Otto Glöckel benannt. | BDA-Hist.: Q38030105 Status: § 2a Stand der BDA-Liste: 2025-06-30 Name: Otto- Glöckel- Schule GstNr.: 12/5, 12/6, 12/7 Otto-Glöckel-Schule Wien |
| ja    | Datei hochladen | Fertighaussiedlung Veitingergasse HERIS-ID: 75552 Objekt-ID: 89049                                                                     | Veitingergasse 64 C, E, G, H Standort KG: Lainz                                                                              | Diese Reihenhaussiedlung wurde 1953/54 von Roland Rainer und Carl Auböck entworfen und binnen Wochen aus Fertigteilen montiert, ein bis dahin nur in Amerika angewandtes Verfahren. | BDA-Hist.: Q38139452 Status: § 2a Stand der BDA-Liste: 2025-06-30 Name: Fertighaussiedlung Veitingergasse GstNr.: 309/28, 309/37, 309/15, 309/32, 309/30, 309/29 Fertighaussiedlung Veitingergasse |
| ja    | Datei hochladen | Gesamtanlage, Geriatriezentrum Am Wienerwald HERIS-ID: 110703 Objekt-ID: 128423                                                        | Versorgungsheimplatz 1, Wolkersbergenstraße Standort KG: Lainz                                                               | Diese früher Altersheim Lainz genannte Anlage in Pavillonbauweise auf zur Straße abfallendem Hang hat eine Kirche als Zentralbau. | BDA-Hist.: Q1512996 Status: § 2a Stand der BDA-Liste: 2025-06-30 Name: Anlage Pflegeheim der Stadt Wien Lainz GstNr.: 389/7, 389/2, 389/9 Geriatriezentrum Lainz |
| ja    | Datei hochladen | Kamillianerkirche Maria, Heil der Kranken HERIS-ID: 48396 Objekt-ID: 51864                                                             | Versorgungsheimstraße 72 Standort KG: Lainz                                                                                  | Die Kirche ist eigentlich ein Saal in einer als Ordenshaus fungierenden secessionistischen Villa, die 1909/1910 von Josef Bertha gebaut wurde. Die im Garten freistehende Villa hat einen mächtigen geschweiften Mittelgiebel, hinter dem sich eine Tambourkuppel befindet. Der Kirchensaal hat ein gedrücktes Kreuzrippengewölbe über Gurten auf Pilastern mit secessionistischen Lorbeerkapitellen. Vom Osten her wird der Saal durch Rundbogenfenster mit Glasmalereien beleuchtet. | BDA-Hist.: Q1896538 Status: § 2a Stand der BDA-Liste: 2025-06-30 Name: Kamillianerkirche Maria, Heil der Kranken GstNr.: 379/4 Pfarr- und Ordenskirche Maria, Heil der Kranken, Wien-Lainz |
| ja    | Datei hochladen | Wohnhaus mit Einfriedung – Werkbundsiedlung HERIS-ID: 48333 Objekt-ID: 51788                                                           | Werkbundsiedlung – Engelbrechtweg 9 Standort KG: Lainz                                                                       | Die Werkbundsiedlung wurde für eine Ausstellung des Österreichischen Werkbundes errichtet, die vom 4. Juni – 7. August 1932 stattfand. Es sollte eine Mustersiedlung modernen Wohnens nach dem Vorbild der Weißenhofsiedlung in Stuttgart werden, und es konnten unter der Gesamtleitung von Josef Frank namhafte Architekten dafür gefunden werden. Ziel der Siedlung war es auch, maximale Wohnqualität bei minimalem Raumaufwand zu erzielen und überhaupt dem Siedlungsbau in Wien wieder zu erhöhtem Ansehen zu verhelfen. Das Haus auf dieser Parzelle stammt von Anton Brenner. | BDA-Hist.: Q124626140 Status: § 2a Stand der BDA-Liste: 2025-06-30 Name: Wohnhaus mit Einfriedung – Werkbundsiedlung GstNr.: 315/101 |
| ja    | Datei hochladen | Wohnhaus mit Einfriedung – Werkbundsiedlung HERIS-ID: 64069 Objekt-ID: 76764                                                           | Werkbundsiedlung – Engelbrechtweg 11 Standort KG: Lainz                                                                      | Zur Werkbundsiedlung allgemein siehe Engelbrechtweg 9. Das Haus auf diesen Parzellen stammt von Anton Brenner. | BDA-Hist.: Q64512619 Status: § 2a Stand der BDA-Liste: 2025-06-30 Name: Wohnhaus mit Einfriedung – Werkbundsiedlung GstNr.: 315/102 |
| ja    | Datei hochladen | Wohnhaus mit Einfriedung – Werkbundsiedlung HERIS-ID: 48334 Objekt-ID: 51789                                                           | Werkbundsiedlung – Jagdschlossgasse 68 Standort KG: Lainz                                                                    | Zur Werkbundsiedlung allgemein siehe Engelbrechtweg 9. Das Haus auf dieser Parzelle stammt von Helmut Wagner-Freynsheim. | BDA-Hist.: Q106785832 Status: § 2a Stand der BDA-Liste: 2025-06-30 Name: Wohnhaus mit Einfriedung – Werkbundsiedlung GstNr.: 315/178 Jagdschlossgasse 68–70, Vienna |
| ja    | Datei hochladen | Wohnhaus mit Einfriedung – Werkbundsiedlung HERIS-ID: 41137 Objekt-ID: 41581                                                           | Werkbundsiedlung – Jagdschlossgasse 70 Standort KG: Lainz                                                                    | Zur Werkbundsiedlung allgemein siehe Engelbrechtweg 9. Das Haus auf dieser Parzelle stammt von Helmut Wagner-Freynsheim | BDA-Hist.: Q64512648 Status: Bescheid Stand der BDA-Liste: 2025-06-30 Name: Wohnhaus mit Einfriedung – Werkbundsiedlung GstNr.: 315/177 Jagdschlossgasse 68–70, Vienna |
| ja    | Datei hochladen | Doppel-Wohnhaus mit Einfriedung – Werkbundsiedlung HERIS-ID: 48335 Objekt-ID: 51790                                                    | Werkbundsiedlung – Jagdschlossgasse 72, 74 Standort KG: Lainz                                                                | Zur Werkbundsiedlung allgemein siehe Engelbrechtweg 9. Das Haus auf diesen Parzellen stammt von Otto Breuer. | BDA-Hist.: Q61995191 Status: § 2a Stand der BDA-Liste: 2025-06-30 Name: Doppel-Wohnhaus mit Einfriedung – Werkbundsiedlung GstNr.: 315/176, 315/174 |
| ja    | Datei hochladen | Doppel-Wohnhaus mit Einfriedung – Werkbundsiedlung HERIS-ID: 48336 Objekt-ID: 51791                                                    | Werkbundsiedlung – Jagdschlossgasse 76, 78 Standort KG: Lainz                                                                | Zur Werkbundsiedlung allgemein siehe Engelbrechtweg 9. Das Haus auf diesen Parzellen stammt von Josef F. Dex. | BDA-Hist.: Q61982543 Status: § 2a Stand der BDA-Liste: 2025-06-30 Name: Doppel-Wohnhaus mit Einfriedung – Werkbundsiedlung GstNr.: 315/172, 315/171 Jagdschlossgasse 76–78, Vienna |
| ja    | Datei hochladen | Wohnhaus mit Einfriedung – Werkbundsiedlung HERIS-ID: 48337 Objekt-ID: 51792                                                           | Werkbundsiedlung – Jagdschlossgasse 80 Standort KG: Lainz                                                                    | Zur Werkbundsiedlung allgemein siehe Engelbrechtweg 9. Das Haus auf dieser Parzelle stammt von Arthur Grünberger. | BDA-Hist.: Q61989424 Status: § 2a Stand der BDA-Liste: 2025-06-30 Name: Wohnhaus mit Einfriedung – Werkbundsiedlung GstNr.: 315/170 Jagdschlossgasse 80–82, Vienna |
| ja    | Datei hochladen | Wohnhaus mit Einfriedung – Werkbundsiedlung HERIS-ID: 64070 Objekt-ID: 76765                                                           | Werkbundsiedlung – Jagdschlossgasse 82 Standort KG: Lainz                                                                    | Zur Werkbundsiedlung allgemein siehe Engelbrechtweg 9. Das Haus auf dieser Parzelle stammt von Arthur Grünberger. | BDA-Hist.: Q64512620 Status: § 2a Stand der BDA-Liste: 2025-06-30 Name: Wohnhaus mit Einfriedung – Werkbundsiedlung GstNr.: 315/169 Jagdschlossgasse 80–82, Vienna |
| ja    | Datei hochladen | Wohnhaus mit Einfriedung – Werkbundsiedlung HERIS-ID: 41170 Objekt-ID: 41615                                                           | Werkbundsiedlung – Jagdschlossgasse 86 Standort KG: Lainz                                                                    | Zur Werkbundsiedlung allgemein siehe Engelbrechtweg 9. Das Haus auf diesen Parzellen stammt von Hugo Gorge. Anmerkung: Identadresse Woinovichgasse 1-3. | BDA-Hist.: Q61989400 Status: Bescheid Stand der BDA-Liste: 2025-06-30 Name: Wohnhaus mit Einfriedung – Werkbundsiedlung GstNr.: 315/144 Woinovichgasse 1–3, Vienna |
| ja    | Datei hochladen | Wohnhaus mit Einfriedung – Werkbundsiedlung HERIS-ID: 48338 Objekt-ID: 51793                                                           | Werkbundsiedlung – Jagdschlossgasse 88 Standort KG: Lainz                                                                    | Zur Werkbundsiedlung allgemein siehe Engelbrechtweg 9. Das Haus auf dieser Parzelle stammt von Ernst Lichtblau. | BDA-Hist.: Q126490485 Status: § 2a Stand der BDA-Liste: 2025-06-30 Name: Wohnhaus mit Einfriedung – Werkbundsiedlung GstNr.: 315/143 Jagdschlossgasse 88–90, Vienna |
| ja    | Datei hochladen | Wohnhaus mit Einfriedung – Werkbundsiedlung HERIS-ID: 64072 Objekt-ID: 76767                                                           | Werkbundsiedlung – Jagdschlossgasse 90 Standort KG: Lainz                                                                    | Zur Werkbundsiedlung allgemein siehe Engelbrechtweg 9. Das Haus auf dieser Parzelle stammt von Ernst Lichtblau. | BDA-Hist.: Q64512639 Status: § 2a Stand der BDA-Liste: 2025-06-30 Name: Wohnhaus mit Einfriedung – Werkbundsiedlung GstNr.: 315/142 Jagdschlossgasse 88–90, Vienna |
| ja    | Datei hochladen | Wohnhäuser mit Einfriedung – Werkbundsiedlung HERIS-ID: 48339 Objekt-ID: 51794                                                         | Werkbundsiedlung – Jagićgasse 8, 10 Standort KG: Lainz                                                                       | Zur Werkbundsiedlung allgemein siehe Engelbrechtweg 9. Das Haus auf diesen Parzellen stammt von Clemens Holzmeister. | BDA-Hist.: Q61983454 Status: § 2a Stand der BDA-Liste: 2025-06-30 Name: Wohnhäuser mit Einfriedung – Werkbundsiedlung GstNr.: 315/116, 315/115 |
| ja    | Datei hochladen | Wohnhaus mit Einfriedung – Werkbundsiedlung HERIS-ID: 64088 Objekt-ID: 76785                                                           | Werkbundsiedlung – Jagićgasse 12 Standort KG: Lainz                                                                          | Zur Werkbundsiedlung allgemein siehe Engelbrechtweg 9. Das Haus auf dieser Parzelle stammt von Eugen Wachberger. | BDA-Hist.: Q61996006 Status: § 2a Stand der BDA-Liste: 2025-06-30 Name: Wohnhaus mit Einfriedung – Werkbundsiedlung GstNr.: 315/113 |
| ja    | Datei hochladen | Wohnhaus mit Einfriedung – Werkbundsiedlung HERIS-ID: 48341 Objekt-ID: 51797                                                           | Werkbundsiedlung – Veitingergasse 71 Standort KG: Lainz                                                                      | Zur Werkbundsiedlung allgemein siehe Engelbrechtweg 9. Das Haus auf dieser Parzelle stammt von Hugo Häring. | BDA-Hist.: Q61982591 Status: § 2a Stand der BDA-Liste: 2025-06-30 Name: Wohnhaus mit Einfriedung – Werkbundsiedlung GstNr.: 315/81 |
| ja    | Datei hochladen | Wohnhaus mit Einfriedung – Werkbundsiedlung HERIS-ID: 64073 Objekt-ID: 76769                                                           | Werkbundsiedlung – Veitingergasse 73 Standort KG: Lainz                                                                      | Zur Werkbundsiedlung allgemein siehe Engelbrechtweg 9. Das Haus auf dieser Parzelle stammt von Hugo Häring. | BDA-Hist.: Q64512668 Status: § 2a Stand der BDA-Liste: 2025-06-30 Name: Wohnhaus mit Einfriedung – Werkbundsiedlung GstNr.: 315/82 |
| ja    | Datei hochladen | Wohnhaus mit Einfriedung – Werkbundsiedlung HERIS-ID: 41161 Objekt-ID: 41606                                                           | Werkbundsiedlung – Veitingergasse 75 Standort KG: Lainz                                                                      | Zur Werkbundsiedlung allgemein siehe Engelbrechtweg 9. Das Haus auf dieser Parzelle stammt von Richard Bauer. | BDA-Hist.: Q124626032 Status: Bescheid Stand der BDA-Liste: 2025-06-30 Name: Wohnhaus mit Einfriedung – Werkbundsiedlung GstNr.: 315/86 |
| ja    | Datei hochladen | Wohnhaus mit Einfriedung – Werkbundsiedlung HERIS-ID: 48342 Objekt-ID: 51798                                                           | Werkbundsiedlung – Veitingergasse 77 Standort KG: Lainz                                                                      | Zur Werkbundsiedlung allgemein siehe Engelbrechtweg 9. Das Haus auf dieser Parzelle stammt von Richard Bauer. | BDA-Hist.: Q64512671 Status: § 2a Stand der BDA-Liste: 2025-06-30 Name: Wohnhaus mit Einfriedung – Werkbundsiedlung GstNr.: 315/88 |
| ja    | Datei hochladen | Wohnhaus mit Einfriedung – Werkbundsiedlung HERIS-ID: 41162 Objekt-ID: 41607                                                           | Werkbundsiedlung – Veitingergasse 79 Standort KG: Lainz                                                                      | Zur Werkbundsiedlung allgemein siehe Engelbrechtweg 9. Das Haus auf dieser Parzelle stammt von Josef Hoffmann. | BDA-Hist.: Q126489678 Status: Bescheid Stand der BDA-Liste: 2025-06-30 Name: Wohnhaus mit Einfriedung – Werkbundsiedlung GstNr.: 315/90 Veitlingergasse 79–85, Vienna |
| ja BW | Datei hochladen | Wohnhaus mit Einfriedung – Werkbundsiedlung HERIS-ID: 48343 Objekt-ID: 51799                                                           | Werkbundsiedlung – Veitingergasse 81 Standort KG: Lainz                                                                      | Zur Werkbundsiedlung allgemein siehe Engelbrechtweg 9. Das Haus auf dieser Parzelle stammt von Josef Hoffmann. Anmerkung: ident Veitingergasse 79 | BDA-Hist.: Q64765259 Status: § 2a Stand der BDA-Liste: 2025-06-30 Name: Wohnhaus mit Einfriedung – Werkbundsiedlung GstNr.: 315/92 Veitlingergasse 79–85, Vienna |
| ja    | Datei hochladen | Wohnhäuser mit Einfriedung – Werkbundsiedlung HERIS-ID: 64074 Objekt-ID: 76770                                                         | Werkbundsiedlung – Veitingergasse 83, 85 Standort KG: Lainz                                                                  | Zur Werkbundsiedlung allgemein siehe Engelbrechtweg 9. Das Haus auf diesen Parzellen stammt von Josef Hoffmann. | BDA-Hist.: Q64765260 Status: § 2a Stand der BDA-Liste: 2025-06-30 Name: Wohnhäuser mit Einfriedung – Werkbundsiedlung GstNr.: 315/94, 315/95 Veitlingergasse 79–85, Vienna |
| ja    | Datei hochladen | Wohnhäuser mit Einfriedung – Werkbundsiedlung HERIS-ID: 48344 Objekt-ID: 51800                                                         | Werkbundsiedlung – Veitingergasse 87, 89, 91, 93 Standort KG: Lainz                                                          | Zur Werkbundsiedlung allgemein siehe Engelbrechtweg 9. Das Haus auf diesen Parzellen stammt von André Lurçat. | BDA-Hist.: Q59207991 Status: § 2a Stand der BDA-Liste: 2025-06-30 Name: Wohnhäuser mit Einfriedung – Werkbundsiedlung GstNr.: 315/117, 315/119, 315/121, 315/122 Veitingergasse 87-93 |
| ja    | Datei hochladen | Wohnhaus mit Einfriedung – Werkbundsiedlung HERIS-ID: 48345 Objekt-ID: 51801 Wiener Wohnen: 984                                        | Werkbundsiedlung – Veitingergasse 95–97 Standort KG: Lainz                                                                   | Zur Werkbundsiedlung allgemein siehe Engelbrechtweg 9. Das Haus auf diesen Parzellen wurde 1956/57 von Heinrich Reitstätter erbaut und ersetzte ein im Krieg zerstörtes Haus von Walter Sobotka. | BDA-Hist.: Q62023980 Status: § 2a Stand der BDA-Liste: 2025-06-30 Name: Wohnhaus mit Einfriedung – Werkbundsiedlung GstNr.: 315/124, 315/126 Veitingergasse 95-97, Vienna |
| ja    | Datei hochladen | Wohnhaus mit Einfriedung – Werkbundsiedlung HERIS-ID: 112501 Objekt-ID: 130697seit 2016                                                | Werkbundsiedlung – Veitingergasse 99 Standort KG: Lainz                                                                      | Zur Werkbundsiedlung allgemein siehe Engelbrechtweg 9. Das Haus auf dieser Parzelle stammt von Oskar Wlach. | BDA-Hist.: Q64512674 Status: Bescheid Stand der BDA-Liste: 2025-06-30 Name: Wohnhaus – Werkbundsiedlung GstNr.: 315/128 Veitingergasse 99–101, Vienna |
| ja    | Datei hochladen | Wohnhaus mit Einfriedung – Werkbundsiedlung HERIS-ID: 41163 Objekt-ID: 41608                                                           | Werkbundsiedlung – Veitingergasse 101 Standort KG: Lainz                                                                     | Zur Werkbundsiedlung allgemein siehe Engelbrechtweg 9. Das Haus auf dieser Parzelle stammt von Oskar Wlach. | BDA-Hist.: Q61995106 Status: Bescheid Stand der BDA-Liste: 2025-06-30 Name: Wohnhaus mit Einfriedung – Werkbundsiedlung GstNr.: 315/129 Veitingergasse 99–101, Vienna |
| ja    | Datei hochladen | Wohnhaus mit Einfriedung – Werkbundsiedlung HERIS-ID: 48346 Objekt-ID: 51802                                                           | Werkbundsiedlung – Veitingergasse 103 Standort KG: Lainz                                                                     | Zur Werkbundsiedlung allgemein siehe Engelbrechtweg 9. Das Haus auf dieser Parzelle stammt von Julius Jirasek. | BDA-Hist.: Q61983436 Status: § 2a Stand der BDA-Liste: 2025-06-30 Name: Wohnhaus mit Einfriedung – Werkbundsiedlung GstNr.: 315/130 Veitingergasse 103–105, Vienna |
| ja    | Datei hochladen | Wohnhaus mit Einfriedung – Werkbundsiedlung HERIS-ID: 64075 Objekt-ID: 76772                                                           | Werkbundsiedlung – Veitingergasse 105 Standort KG: Lainz                                                                     | Zur Werkbundsiedlung allgemein siehe Engelbrechtweg 9. Das Haus auf dieser Parzelle stammt von Julius Jirasek. | BDA-Hist.: Q64512661 Status: § 2a Stand der BDA-Liste: 2025-06-30 Name: Wohnhaus mit Einfriedung – Werkbundsiedlung GstNr.: 315/131 Veitingergasse 103–105, Vienna |
| ja    | Datei hochladen | Wohnhaus mit Einfriedung – Werkbundsiedlung HERIS-ID: 41164 Objekt-ID: 41609                                                           | Werkbundsiedlung – Veitingergasse 107 Standort KG: Lainz                                                                     | Zur Werkbundsiedlung allgemein siehe Engelbrechtweg 9. Das Haus auf dieser Parzelle stammt von Ernst Plischke. | BDA-Hist.: Q124625998 Status: Bescheid Stand der BDA-Liste: 2025-06-30 Name: Wohnhaus mit Einfriedung – Werkbundsiedlung GstNr.: 315/132 Veitingergasse 107–109, Vienna |
| ja    | Datei hochladen | Wohnhaus mit Einfriedung – Werkbundsiedlung HERIS-ID: 48347 Objekt-ID: 51803                                                           | Werkbundsiedlung – Veitingergasse 109 Standort KG: Lainz                                                                     | Zur Werkbundsiedlung allgemein siehe Engelbrechtweg 9. Das Haus auf dieser Parzelle stammt von Ernst Plischke. | BDA-Hist.: Q64512664 Status: § 2a Stand der BDA-Liste: 2025-06-30 Name: Wohnhaus mit Einfriedung – Werkbundsiedlung GstNr.: 315/134 Veitingergasse 107–109, Vienna |
| ja    | Datei hochladen | Wohnhaus mit Einfriedung – Werkbundsiedlung HERIS-ID: 48348 Objekt-ID: 51804                                                           | Werkbundsiedlung – Veitingergasse 111 Standort KG: Lainz                                                                     | Zur Werkbundsiedlung allgemein siehe Engelbrechtweg 9. Das Haus auf dieser Parzelle stammt von Josef Wenzel. | BDA-Hist.: Q124625820 Status: § 2a Stand der BDA-Liste: 2025-06-30 Name: Wohnhaus mit Einfriedung – Werkbundsiedlung GstNr.: 315/136 Veitingergasse 111-113, Vienna |
| ja    | Datei hochladen | Wohnhaus mit Einfriedung – Werkbundsiedlung HERIS-ID: 64076 Objekt-ID: 76773                                                           | Werkbundsiedlung – Veitingergasse 113 Standort KG: Lainz                                                                     | Zur Werkbundsiedlung allgemein siehe Engelbrechtweg 9. Das Haus auf dieser Parzelle stammt von Josef Wenzel. | BDA-Hist.: Q64512667 Status: § 2a Stand der BDA-Liste: 2025-06-30 Name: Wohnhaus mit Einfriedung – Werkbundsiedlung GstNr.: 315/138 Veitingergasse 111-113, Vienna |
| ja    | Datei hochladen | Wohnhäuser mit Einfriedung – Werkbundsiedlung HERIS-ID: 48349 Objekt-ID: 51805                                                         | Werkbundsiedlung – Veitingergasse 115, 117 Standort KG: Lainz                                                                | Zur Werkbundsiedlung allgemein siehe Engelbrechtweg 9. Das Haus auf diesen Parzellen stammt von Oswald Haerdtl. | BDA-Hist.: Q61989414 Status: § 2a Stand der BDA-Liste: 2025-06-30 Name: Wohnhäuser mit Einfriedung – Werkbundsiedlung GstNr.: 315/140, 315/141 Veitingergasse 115/117 |
| ja    | Datei hochladen | Wohnhaus mit Einfriedung – Werkbundsiedlung HERIS-ID: 41171 Objekt-ID: 41616                                                           | Werkbundsiedlung – Woinovichgasse 2 Standort KG: Lainz                                                                       | Zur Werkbundsiedlung allgemein siehe Engelbrechtweg 9. Das Haus auf dieser Parzelle stammt von Margarete Schütte-Lihotzky. | BDA-Hist.: Q61989448 Status: Bescheid Stand der BDA-Liste: 2025-06-30 Name: Wohnhaus mit Einfriedung – Werkbundsiedlung GstNr.: 315/168 Woinovichgasse 2–4 |
| ja    | Datei hochladen | Wohnhaus mit Einfriedung – Werkbundsiedlung HERIS-ID: 48351 Objekt-ID: 51807                                                           | Werkbundsiedlung – Woinovichgasse 3 Standort KG: Lainz                                                                       | Zur Werkbundsiedlung allgemein siehe Engelbrechtweg 9. Das Haus auf dieser Parzelle stammt von Hugo Gorge. | BDA-Hist.: Q64512678 Status: § 2a Stand der BDA-Liste: 2025-06-30 Name: Wohnhaus mit Einfriedung – Werkbundsiedlung GstNr.: 315/145 Woinovichgasse 1–3, Vienna |
| ja    | Datei hochladen | Wohnhaus mit Einfriedung – Werkbundsiedlung HERIS-ID: 41172 Objekt-ID: 41617                                                           | Werkbundsiedlung – Woinovichgasse 4 Standort KG: Lainz                                                                       | Zur Werkbundsiedlung allgemein siehe Engelbrechtweg 9. Das Haus auf dieser Parzelle stammt von Margarete Schütte-Lihotzky. | BDA-Hist.: Q64512681 Status: Bescheid Stand der BDA-Liste: 2025-06-30 Name: Wohnhaus mit Einfriedung – Werkbundsiedlung GstNr.: 315/167 Woinovichgasse 2–4 |
| ja    | Datei hochladen | Wohnhaus mit Einfriedung – Werkbundsiedlung HERIS-ID: 41173 Objekt-ID: 41618                                                           | Werkbundsiedlung – Woinovichgasse 5 Standort KG: Lainz                                                                       | Zur Werkbundsiedlung allgemein siehe Engelbrechtweg 9. Das Haus auf dieser Parzelle stammt von Jacques Groag. | BDA-Hist.: Q106786330 Status: Bescheid Stand der BDA-Liste: 2025-06-30 Name: Wohnhaus mit Einfriedung – Werkbundsiedlung GstNr.: 315/146 |
| ja    | Datei hochladen | Wohnhaus mit Einfriedung – Werkbundsiedlung HERIS-ID: 41174 Objekt-ID: 41619                                                           | Werkbundsiedlung – Woinovichgasse 6 Standort KG: Lainz                                                                       | Zur Werkbundsiedlung allgemein siehe Engelbrechtweg 9. Das Haus auf dieser Parzelle stammt von Max Fellerer. | BDA-Hist.: Q61996047 Status: Bescheid Stand der BDA-Liste: 2025-06-30 Name: Wohnhaus mit Einfriedung – Werkbundsiedlung GstNr.: 315/165 Woinovichgasse 6–8 |
| ja    | Datei hochladen | Wohnhaus mit Einfriedung – Werkbundsiedlung HERIS-ID: 41175 Objekt-ID: 41620                                                           | Werkbundsiedlung – Woinovichgasse 7 Standort KG: Lainz                                                                       | Zur Werkbundsiedlung allgemein siehe Engelbrechtweg 9. Das Haus auf dieser Parzelle stammt von Jacques Groag. | BDA-Hist.: Q64512688 Status: Bescheid Stand der BDA-Liste: 2025-06-30 Name: Wohnhaus mit Einfriedung – Werkbundsiedlung GstNr.: 315/147 |
| ja    | Datei hochladen | Wohnhaus mit Einfriedung – Werkbundsiedlung HERIS-ID: 41176 Objekt-ID: 41621                                                           | Werkbundsiedlung – Woinovichgasse 8 Standort KG: Lainz                                                                       | Zur Werkbundsiedlung allgemein siehe Engelbrechtweg 9. Das Haus auf dieser Parzelle stammt von Max Fellerer. | BDA-Hist.: Q64512691 Status: Bescheid Stand der BDA-Liste: 2025-06-30 Name: Wohnhaus mit Einfriedung – Werkbundsiedlung GstNr.: 315/163 Woinovichgasse 6–8 |
| ja    | Datei hochladen | Wohnhäuser mit Einfriedung – Werkbundsiedlung HERIS-ID: 48353 Objekt-ID: 51809                                                         | Werkbundsiedlung – Woinovichgasse 10, 12 Standort KG: Lainz                                                                  | Zur Werkbundsiedlung allgemein siehe Engelbrechtweg 9. Das Haus auf diesen Parzellen stammt von Gabriel Guévrékian. | BDA-Hist.: Q61996029 Status: § 2a Stand der BDA-Liste: 2025-06-30 Name: Wohnhäuser mit Einfriedung – Werkbundsiedlung GstNr.: 315/162, 315/161 Woinovichgasse 10–12, Vienna |
| ja    | Datei hochladen | Wohnhaus mit Einfriedung – Werkbundsiedlung HERIS-ID: 48354 Objekt-ID: 51810                                                           | Werkbundsiedlung – Woinovichgasse 11 Standort KG: Lainz                                                                      | Zur Werkbundsiedlung allgemein siehe Engelbrechtweg 9. Das Haus auf dieser Parzelle stammt von Hans Adolf Vetter. | BDA-Hist.: Q61991692 Status: § 2a Stand der BDA-Liste: 2025-06-30 Name: Wohnhaus mit Einfriedung – Werkbundsiedlung GstNr.: 315/149 Woinovichgasse 11 |
| ja    | Datei hochladen | Wohnhaus mit Einfriedung – Werkbundsiedlung HERIS-ID: 41177 Objekt-ID: 41622                                                           | Werkbundsiedlung – Woinovichgasse 13 Standort KG: Lainz                                                                      | Zur Werkbundsiedlung allgemein siehe Engelbrechtweg 9. Das Haus auf dieser Parzelle stammt von Adolf Loos und Heinrich Kulka. | BDA-Hist.: Q126490551 Status: § 2a Stand der BDA-Liste: 2025-06-30 Name: Wohnhaus mit Einfriedung – Werkbundsiedlung GstNr.: 315/150 |
| ja    | Datei hochladen | Wohnhaus mit Einfriedung – Werkbundsiedlung HERIS-ID: 41181 Objekt-ID: 41626                                                           | Werkbundsiedlung – Woinovichgasse 14 Standort KG: Lainz                                                                      | Zur Werkbundsiedlung allgemein siehe Engelbrechtweg 9. Das Haus auf dieser Parzelle stammt von Gerrit Rietveld. | BDA-Hist.: Q59207857 Status: Bescheid Stand der BDA-Liste: 2025-06-30 Name: Wohnhaus mit Einfriedung – Werkbundsiedlung GstNr.: 315/159 Woinovichgasse 14–20, Vienna |
| ja    | Datei hochladen | Wohnhaus mit Einfriedung – Werkbundsiedlung HERIS-ID: 41178 Objekt-ID: 41623                                                           | Werkbundsiedlung – Woinovichgasse 15 Standort KG: Lainz                                                                      | Zur Werkbundsiedlung allgemein siehe Engelbrechtweg 9. Das Haus auf dieser Parzelle stammt von Adolf Loos und Heinrich Kulka. | BDA-Hist.: Q64512710 Status: § 2a Stand der BDA-Liste: 2025-06-30 Name: Wohnhaus mit Einfriedung – Werkbundsiedlung GstNr.: 315/151 |
| ja    | Datei hochladen | Wohnhaus mit Einfriedung – Werkbundsiedlung HERIS-ID: 48355 Objekt-ID: 51812                                                           | Werkbundsiedlung – Woinovichgasse 16, 18, 20 Standort KG: Lainz                                                              | Zur Werkbundsiedlung allgemein siehe Engelbrechtweg 9. Das Haus auf diesen Parzellen stammt von Gerrit Rietveld. | BDA-Hist.: Q64765258 Status: § 2a Stand der BDA-Liste: 2025-06-30 Name: Wohnhäuser mit Einfriedung – Werkbundsiedlung GstNr.: 315/158, 315/156, 315/154 Woinovichgasse 14–20, Vienna |
| ja    | Datei hochladen | Wohnhaus mit Einfriedung – Werkbundsiedlung HERIS-ID: 41179 Objekt-ID: 41624                                                           | Werkbundsiedlung – Woinovichgasse 17 Standort KG: Lainz                                                                      | Zur Werkbundsiedlung allgemein siehe Engelbrechtweg 9. Das Haus auf dieser Parzelle stammt von Adolf Loos und Heinrich Kulka. | BDA-Hist.: Q64512711 Status: § 2a Stand der BDA-Liste: 2025-06-30 Name: Wohnhaus mit Einfriedung – Werkbundsiedlung GstNr.: 315/152 |
| ja    | Datei hochladen | Wohnhaus mit Einfriedung – Werkbundsiedlung HERIS-ID: 41180 Objekt-ID: 41625                                                           | Werkbundsiedlung – Woinovichgasse 19 Standort KG: Lainz                                                                      | Zur Werkbundsiedlung allgemein siehe Engelbrechtweg 9. Identadresse Woinovichgasse 17-19. Das Haus auf diesen Parzellen stammt von Adolf Loos und Heinrich Kulka. Anmerkung: Identadresse Jagićgasse 7 | BDA-Hist.: Q64512712 Status: § 2a Stand der BDA-Liste: 2025-06-30 Name: Wohnhaus mit Einfriedung – Werkbundsiedlung GstNr.: 315/153 |
| ja    | Datei hochladen | Wohnhaus mit Einfriedung – Werkbundsiedlung HERIS-ID: 48356 Objekt-ID: 51813                                                           | Werkbundsiedlung – Woinovichgasse 22 Standort KG: Lainz                                                                      | Zur Werkbundsiedlung allgemein siehe Engelbrechtweg 9. Das Haus auf dieser Parzelle stammt von Eugen Wachberger. | BDA-Hist.: Q64512656 Status: § 2a Stand der BDA-Liste: 2025-06-30 Name: Wohnhaus mit Einfriedung – Werkbundsiedlung GstNr.: 315/111 |
| ja    | Datei hochladen | Wohnhaus mit Einfriedung – Werkbundsiedlung HERIS-ID: 41182 Objekt-ID: 41627                                                           | Werkbundsiedlung – Woinovichgasse 24 Standort KG: Lainz                                                                      | Zur Werkbundsiedlung allgemein siehe Engelbrechtweg 9. Das Haus auf dieser Parzelle stammt von Walter Loos. | BDA-Hist.: Q61990013 Status: Bescheid Stand der BDA-Liste: 2025-06-30 Name: Wohnhaus mit Einfriedung – Werkbundsiedlung GstNr.: 315/109 |
| ja    | Datei hochladen | Wohnhaus mit Einfriedung – Werkbundsiedlung HERIS-ID: 48357 Objekt-ID: 51814                                                           | Werkbundsiedlung – Woinovichgasse 26 Standort KG: Lainz                                                                      | Zur Werkbundsiedlung allgemein siehe Engelbrechtweg 9. Das Haus auf dieser Parzelle stammt von Walter Loos. | BDA-Hist.: Q64512683 Status: § 2a Stand der BDA-Liste: 2025-06-30 Name: Wohnhaus mit Einfriedung – Werkbundsiedlung GstNr.: 315/107 |
| ja    | Datei hochladen | Wohnhaus mit Einfriedung – Werkbundsiedlung HERIS-ID: 48358 Objekt-ID: 51815                                                           | Werkbundsiedlung – Woinovichgasse 28 Standort KG: Lainz                                                                      | Zur Werkbundsiedlung allgemein siehe Engelbrechtweg 9. Das Haus auf dieser Parzelle stammt von Karl A. Bieber und Otto Niedermoser. | BDA-Hist.: Q61989993 Status: § 2a Stand der BDA-Liste: 2025-06-30 Name: Wohnhaus mit Einfriedung – Werkbundsiedlung GstNr.: 315/105 Woinovichgasse 28-30 |
| ja    | Datei hochladen | Wohnhaus mit Einfriedung – Werkbundsiedlung HERIS-ID: 64089 Objekt-ID: 76786                                                           | Werkbundsiedlung – Woinovichgasse 30 Standort KG: Lainz                                                                      | Zur Werkbundsiedlung allgemein siehe Engelbrechtweg 9. Das Haus auf dieser Parzelle stammt von Karl A. Bieber und Otto Niedermoser. | BDA-Hist.: Q64512684 Status: § 2a Stand der BDA-Liste: 2025-06-30 Name: Wohnhaus mit Einfriedung – Werkbundsiedlung GstNr.: 315/103 Woinovichgasse 28-30 |
| ja    | Datei hochladen | Wohnhaus mit Einfriedung – Werkbundsiedlung HERIS-ID: 48359 Objekt-ID: 51816                                                           | Werkbundsiedlung – Woinovichgasse 32 Standort KG: Lainz                                                                      | Zur Werkbundsiedlung allgemein siehe Engelbrechtweg 9. Das Haus auf dieser Parzelle stammt von Josef Frank. | BDA-Hist.: Q61983391 Status: § 2a Stand der BDA-Liste: 2025-06-30 Name: Wohnhaus mit Einfriedung – Werkbundsiedlung GstNr.: 315/96 Woinovichgasse 32, Vienna |
| ja    | Datei hochladen | Wohnhaus mit Einfriedung – Werkbundsiedlung HERIS-ID: 41183 Objekt-ID: 41628                                                           | Werkbundsiedlung – Woinovichgasse 34 Standort KG: Lainz                                                                      | Zur Werkbundsiedlung allgemein siehe Engelbrechtweg 9. Das Haus auf dieser Parzelle stammt von Hugo Häring. | BDA-Hist.: Q61982573 Status: Bescheid Stand der BDA-Liste: 2025-06-30 Name: Wohnhaus mit Einfriedung – Werkbundsiedlung GstNr.: 315/83 |
| ja    | Datei hochladen | Kommunaler Wohnbau, Eduard-Schlesinger-Hof HERIS-ID: 48394 Objekt-ID: 51861 Wiener Wohnen: 165                                         | Wilhelm-Leibl-Gasse 2–4 Standort KG: Lainz                                                                                   | Dieser Gemeindebau wurde 1950/51 von August Bauer erbaut. Er besteht aus zwei getrennten Bauteilen. Zur Seelosgasse hin ist der Bau durch Balkone gegliedert und dreistöckig, der zweigeschoßige Bauteil an der Wilhelm-Leibl-Gasse ist nur durch Fensterachsen und zwei Seitenloggien gegliedert. | BDA-Hist.: Q38030227 Status: § 2a Stand der BDA-Liste: 2025-06-30 Name: Kommunaler Wohnbau, Eduard-Schlesinger-Hof GstNr.: 349/3 |
| ja    | Datei hochladen | Aufbahrungshalle mit Hauptportal, Einfriedungsmauer und Friedhofskreuz, Friedhof Lainz HERIS-ID: 48367 Objekt-ID: 51825                | Würzburggasse 28 Standort KG: Lainz                                                                                          | Die 1936 von Karl Ehn erbaute Kapelle des Lainzer Friedhofes wurde nach der Renovierung 1998 als Aufbahrungshalle neu gestaltet. | BDA-Hist.: Q1413288 Status: Denkmalschutz prüfen Stand der BDA-Liste: 2025-06-30 Name: Aufbahrungshalle mit Hauptportal, Einfriedungsmauer und Friedhofskreuz, Friedhof Lainz GstNr.: 416/1, 286/2, 286/4 |
| ja    | Datei hochladen | Gesamtanlage ORF-Zentrum Küniglberg HERIS-ID: 48368 Objekt-ID: 51826                                                                   | Würzburggasse 30 Standort KG: Lainz                                                                                          | Das ORF-Zentrum wurde 1969–1976 von Roland Rainer erbaut und 1982–1985 vom selben Architekten erweitert. Es ist eine weithin sichtbare Anlage, deren Bauweise stark durch die Funktion der einzelnen Teile bestimmt wird. Sowohl im Inneren als auch im Äußeren werden die technischen Einrichtungen bewusst zur Schau gestellt. | BDA-Hist.: Q2007864 Status: Bescheid Stand der BDA-Liste: 2025-06-30 Name: Gesamtanlage ORF-Zentrum Küniglberg GstNr.: 288/12 ORF-Zentrum |
| ja    | Datei hochladen | Schule HERIS-ID: 48291 Objekt-ID: 51741                                                                                                | Amalienstraße 31–33 Standort KG: Ober St. Veit                                                                               | Diese Schule wurde 1913 von Friedrich Jäckel erbaut. Sie ist in den Formen des Heimatstils gehalten, wobei das durch Giebel akzentuierte Ziegeldach am markantesten wirkt. Der Schulhof wird durch einen niedrigen zinnenbekrönten Trakt abgeschlossen. | BDA-Hist.: Q38029864 Status: § 2a Stand der BDA-Liste: 2025-06-30 Name: Schule GstNr.: 377/173 Schule Amalienstraße, Vienna |
| ja    | Datei hochladen | Oblatenkloster St. Paul HERIS-ID: 64846 Objekt-ID: 77611                                                                               | Auhofstraße 169 Standort KG: Ober St. Veit                                                                                   | Das 1972 nach den Plänen des Roland Rainer-Schülers Johann Pleyer erbaute Oblatenkloster gilt als Beispiel des Brutalismus. | BDA-Hist.: Q38108445 Status: § 2a Stand der BDA-Liste: 2025-06-30 Name: Oblatenkloster St. Paul GstNr.: 390/1 Oblatenkloster St. Paul |
| ja    | Datei hochladen | Fachschule für wirtschaftliche Berufe HERIS-ID: 80469 Objekt-ID: 94210                                                                 | Auhofstraße 177 Standort KG: Ober St. Veit                                                                                   | Die historistische Villa wurde 1893 erbaut und gehört nunmehr zum Komplex des Dominikanerinnenkonvents. | BDA-Hist.: Q38173880 Status: § 2a Stand der BDA-Liste: 2025-06-30 Name: Fachschule für wirtschaftliche Berufe GstNr.: 462/1 |
| ja    | Datei hochladen | Pfarrkirche Zum Guten Hirten HERIS-ID: 48331 Objekt-ID: 51785                                                                          | Bossigasse 68–70 Standort KG: Ober St. Veit                                                                                  | Dieser freistehende Sichtbetonbau mit polygonalem Grundriss wurde 1963–1965 von Ceno und Herta Kosak erbaut. Die Fronten sind von asymmetrischer Fensteraufteilung bestimmt, westseitig ragt ein Glockenträger hervor, an der Ecke oberhalb des Portals befindet sich eine monumentale Konsolenfigur Christus als Guter Hirte von Otto Čičatka. Die Betonglasfenster des Chores sind von Isolde Maria Joham, einige Ausstattungsteile sowie auch das Portal mit Metalltüre von Karl Hagenauer. An der Altarwand befindet sich das Bronzerelief Christus als Weltenrichter von Gianluigi Giudici, von dem auch die Kreuzwegreliefs stammen. | BDA-Hist.: Q2083312 Status: § 2a Stand der BDA-Liste: 2025-06-30 Name: Kath. Pfarrkirche, Pfarrexpositur zum Guten Hirten GstNr.: 1181/175 Pfarrkirche Zum Guten Hirten (Wien) |
| ja    | Datei hochladen | Villa / Landhaus HERIS-ID: 65677 Objekt-ID: 78541                                                                                      | Erzbischofgasse 14 Standort KG: Ober St. Veit                                                                                | Dieser repräsentative Villenbau weist Merkmale des Frühhistorismus auf. Am überhöhten Mittelteil finden sich eine Pilastergliederung sowie Putzdekor. | BDA-Hist.: Q38111149 Status: § 2a Stand der BDA-Liste: 2025-06-30 Name: Villa / Landhaus GstNr.: 466 Villa Erzbischofgasse 14 |
| BW    | Datei hochladen | Kindergarten HERIS-ID: 80476 Objekt-ID: 94217                                                                                          | bei Erzbischofgasse 14 Standort KG: Ober St. Veit                                                                            | Der Kindergarten befindet sich im Komplex des Dominikanerinnenkonvents Hacking. | BDA-Hist.: Q38173900 Status: § 2a Stand der BDA-Liste: 2025-06-30 Name: Kindergarten GstNr.: 465 |
| ja    | Datei hochladen | Ober St. Veit, St. Vitus-Haus HERIS-ID: 64828 Objekt-ID: 77591                                                                         | Firmiangasse 1 Standort KG: Ober St. Veit                                                                                    | Der ehemalige bischöfliche Besitz weist einen spätmittelalterlichen Kern auf. Die Straßenfassade wird von zwei großen, sich nach oben verjüngenden Strebepfeilern dominiert. Anmerkung: Identadresse Wolfrathplatz 1 | BDA-Hist.: Q38108372 Status: § 2a Stand der BDA-Liste: 2025-06-30 Name: Ober St. Veit, St. Vitus-Haus GstNr.: 9/1, 10/1, 10/3 |
| ja    | Datei hochladen | Figur hl. Johannes Nepomuk HERIS-ID: 64491 Objekt-ID: 77216                                                                            | bei Firmiangasse 35 Standort KG: Ober St. Veit                                                                               | Diese Nepomukfigur mit Kreuz und Märtyrerpalme ist mit 1745 bezeichnet. | BDA-Hist.: Q38107201 Status: § 2a Stand der BDA-Liste: 2025-06-30 Name: Figur hl. Johannes Nepomuk GstNr.: 1594 Statue of John of Nepomuk, Ober Sankt Veit |
| ja    | Datei hochladen | Aufbahrungshalle Ober Sankt Veiter Friedhof HERIS-ID: 63504 Objekt-ID: 76173                                                           | Gemeindeberggasse 26 Standort KG: Ober St. Veit                                                                              | Die Aufbahrungshalle ist ein langgestreckter Bau mit überhöhter offener Mittelhalle, deren jetziger Zustand aus den Jahren 1964–1966 stammt, als sie vergrößert und adaptiert wurde. Das Glasmosaik ist von Hermann Bauch. | BDA-Hist.: Q125389676 Status: Bescheid Stand der BDA-Liste: 2025-06-30 Name: Aufbahrungshalle Friedhof Ober St. Veit GstNr.: 832/2 Aufbahrungshalle Ober Sankt Veiter Friedhof |
| ja BW | Datei hochladen | Karmelitinnenkloster, ehem. Faniteum HERIS-ID: 41134 Objekt-ID: 41578                                                                  | Hanschweg 1 Standort KG: Ober St. Veit                                                                                       | Das Faniteum wurde von 1894 bis 1896 nach Plänen von Emanuel La Roche im Stil der Neorenaissance erbaut. Es diente ursprünglich als von Karl Lanckoroński gestiftetes Mädchengenesungsheim mit Mausoleum. Seit 1974 ist hier das Kloster St. Josef der unbeschuhten Karmelitinnen untergebracht, das von 1976 bis 1977 nach Plänen von Walter Hildebrand erweitert wurde. | BDA-Hist.: Q1395671 Status: Bescheid Stand der BDA-Liste: 2025-06-30 Name: Karmelitinnenkloster, ehem. Faniteum GstNr.: 961 Faniteum |
| ja    | Datei hochladen | Bürgerhaus HERIS-ID: 41135 Objekt-ID: 41579                                                                                            | Hietzinger Hauptstraße 153 Standort KG: Ober St. Veit                                                                        | Das zweigeschoßige Bürgerhaus stammt im Kern aus dem 16. oder 17. Jahrhundert und ist Teil des alten Ortskerns von Ober St. Veit. | BDA-Hist.: Q37998336 Status: Bescheid Stand der BDA-Liste: 2025-06-30 Name: Bürgerhaus GstNr.: 65 Hietzinger Hauptstraße 153, Vienna |
| ja    | Datei hochladen | Volksschule, Kindergarten HERIS-ID: 48325 Objekt-ID: 51779                                                                             | Hietzinger Hauptstraße 164–168 Standort KG: Ober St. Veit                                                                    | Das Gebäude wurde von 1872 bis 1873 nach Plänen von Otto Thienemann errichtet. 1894 und 1904 erfolgten Ausbauten und 1993 erhielt die Schule einen von Elsa Prochazka entworfenen Zubau. Anmerkung: Identadressen Glasauergasse 2, 6 | BDA-Hist.: Q38029976 Status: § 2a Stand der BDA-Liste: 2025-06-30 Name: Volksschule, Kindergarten GstNr.: 254 |
| ja    | Datei hochladen | Fertighaussiedlung Veitingergasse HERIS-ID: 75554 Objekt-ID: 89051                                                                     | Josef-Gangl-Gasse 1A, 1B Standort KG: Ober St. Veit                                                                          | Diese Reihenhaussiedlung wurde 1953/54 von Roland Rainer und Carl Auböck entworfen und binnen Wochen aus Fertigteilen montiert, ein bis dahin nur in Amerika angewandtes Verfahren. | BDA-Hist.: Q38139488 Status: § 2a Stand der BDA-Liste: 2025-06-30 Name: Fertighaussiedlung Veitingergasse GstNr.: 1093/23, 1093/31 Fertighaussiedlung Veitingergasse |
| ja    | Datei hochladen | Weidmankapelle HERIS-ID: 63086 Objekt-ID: 75695                                                                                        | Kapellenbrücke Standort KG: Ober St. Veit                                                                                    | Die Kapelle wurde in der zweiten Hälfte des 19. Jahrhunderts von dem Lederwarenfabrikanten Josef Weidman gestiftet, im Inneren befinden sich Gedenktafeln an seine Eltern. | BDA-Hist.: Q38102107 Status: Bescheid Stand der BDA-Liste: 2025-06-30 Name: Weidmannkapelle GstNr.: 816/12 |
| ja    | Datei hochladen | Villa Dr. Otto Stoessl HERIS-ID: 41144 Objekt-ID: 41588                                                                                | Matrasgasse 20 Standort KG: Ober St. Veit                                                                                    | Dieses Haus wurde 1911/12 von Adolf Loos erbaut. Die Fenster sind unregelmäßig gegliedert und auf optimalen Lichteinfall hin berechnet. Im Mansarddach sind zwei Geschoße untergebracht. | BDA-Hist.: Q37998376 Status: Bescheid Stand der BDA-Liste: 2025-06-30 Name: Villa Dr. Otto Stoessl GstNr.: 721/3 Haus Stoessl |
| ja    | Datei hochladen | Preindlsteg über den Wienfluss und U4 HERIS-ID: 60201 Objekt-ID: 72275                                                                 | Verbindung 13., Preindlgasse/Kai, mit 14., Hadikgasse/Kefergasse Standort KG: Ober St. Veit                                  | Der Steg wurde 1910/11 im Zug des Baus der II. Wiener Hochquellenwasserleitung errichtet. Er besteht aus Stahlfachwerk und weist beidseitig zweiläufige Treppen mit Granitpylonen auf. Anmerkung: Der Preindlsteg verbindet die Bezirke Penzing und Hietzing über den Wienfluss. | BDA-Hist.: Q64026637 Status: § 2a Stand der BDA-Liste: 2025-06-30 Name: Preindlsteg über den Wienfluss und U4 GstNr.: 1690/1 Preindlsteg |
| ja    | Datei hochladen | Gymnasium, ehem. Internat HERIS-ID: 80481 Objekt-ID: 94222                                                                             | Schlossberggasse 17 Standort KG: Ober St. Veit                                                                               | 1964–1966 wurde das Gymnasium des Dominikanerinnenkonvents von Gustav Peichl um ein Internatsgebäude erweitert. | BDA-Hist.: Q38173915 Status: § 2a Stand der BDA-Liste: 2025-06-30 Name: Gymnasium, ehem. Internat GstNr.: 464/4 Dominikanerinnenkonvent, Hacking |
| ja    | Datei hochladen | Diverse Gartenbaudenkmale HERIS-ID: 80599 Objekt-ID: 94342                                                                             | bei Schlossberggasse 17 Standort KG: Ober St. Veit                                                                           | | BDA-Hist.: Q38174197 Status: § 2a Stand der BDA-Liste: 2025-06-30 Name: Diverse Gartenbaudenkmale GstNr.: 464/2 Dominikanerinnenkonvent, Hacking |
| ja    | Datei hochladen | Villa Miller HERIS-ID: 31385 Objekt-ID: 28330                                                                                          | Schweizertalstraße 36 Standort KG: Ober St. Veit                                                                             | Die Villa wurde von 1913 bis 1916 nach Plänen der Architekten Ferdinand Glaser und Ludwig Kloos erbaut. Sie vereint neoklassizistische mit Heimatstil-Elementen. | BDA-Hist.: Q37941997 Status: Bescheid Stand der BDA-Liste: 2025-06-30 Name: Villa Miller GstNr.: 714 Villa Miller |
| ja    | Datei hochladen | St. Veiter Brücke HERIS-ID: 65683 Objekt-ID: 78547                                                                                     | Verbindung 13., Testarellogasse/Kai, mit 14., Hadikgasse/Hochsatzengasse Standort KG: Ober St. Veit                          | Die Brücke wurde 1898 wahrscheinlich nach Entwürfen von Friedrich Ohmann und Josef Hackhofer errichtet. Anmerkung: Die St. Veiter Brücke verbindet die Bezirke Penzing und Hietzing über den Wienfluss. | BDA-Hist.: Q64026640 Status: § 2a Stand der BDA-Liste: 2025-06-30 Name: St. Veiter Brücke GstNr.: 1690/1 St. Veiter Brücke |
| ja    | Datei hochladen | Haus Steiner HERIS-ID: 48294 Objekt-ID: 51744                                                                                          | St.-Veit-Gasse 10 Standort KG: Ober St. Veit                                                                                 | Das Haus wurde 1910 von Adolf Loos erbaut und ist eines seiner bekanntesten Werke. Das markanteste Element ist die straßenseitige Halbtonne, mit der es abschließt, um behördliche Vorschriften bezüglich der Traufhöhe zu umgehen. | BDA-Hist.: Q4012578 Status: Bescheid Stand der BDA-Liste: 2025-06-30 Name: Haus Steiner GstNr.: 1293/51 Haus Steiner |
| ja    | Datei hochladen | Elisabethinum HERIS-ID: 48317 Objekt-ID: 51770                                                                                         | Vitusgasse 2 Standort KG: Ober St. Veit                                                                                      | Dieser zweigeschoßige, breit gelagerte Baukörper wurde 1905 erbaut und weist Backstein- und Fachwerkdekor auf. | BDA-Hist.: Q38029948 Status: § 2a Stand der BDA-Liste: 2025-06-30 Name: Elisabethinum GstNr.: 13 |
| ja    | Datei hochladen | Einzelfund, Kultstein HERIS-ID: 41124 Objekt-ID: 41568                                                                                 | bei Wlassakstraße 27 Standort KG: Ober St. Veit                                                                              | Es handelt sich um einen Lochstein unbekannten Alters, der an dieser Stelle sekundär aufgestellt wurde. | BDA-Hist.: Q37998243 Status: § 2a Stand der BDA-Liste: 2025-06-30 Name: Einzelfund, Kultstein GstNr.: 1619/6 Kultstein Wlassakstraße, Hietzing |
| ja    | Datei hochladen | Pflasterung Wolfrathplatz HERIS-ID: 112325 Objekt-ID: 130467seit 2014                                                                  | Wolfrathplatz Standort KG: Ober St. Veit                                                                                     | Die Pflasterung ist mit Pferdepflaster (der mittleren Ritzen wegen auch Geritzte genannt) ausgeführt, was nur noch selten vorzufinden ist, und daher eine Bodenformation von kulturellem Wert darstellt. | BDA-Hist.: Q37830466 Status: Bescheid Stand der BDA-Liste: 2025-06-30 Name: Pflasterung Wolfrathplatz GstNr.: 1579/2 Pflasterung Wolfrathplatz |
| ja    | Datei hochladen | Ober St. Veiter Pfarrkirche hl. Veit, Maria Zuflucht der Sünder HERIS-ID: 48318 Objekt-ID: 51771                                       | Wolfrathplatz 1 Standort KG: Ober St. Veit                                                                                   | Die St. Veiter Pfarrkirche wurde urkundlich Ende des 13. Jahrhunderts erwähnt und geht in ihrer heutigen Form auf die Jahre 1742–1745 zurück, wo sie von Matthias Gerl unter Einbeziehung von Teilen des gotischen Vorgängerbaus (insbesondere des Langhauses) umgebaut wurde. Die Kirche schließt an das Erzbischöfliche Schloss mit einem Verbindungsbau an. An das quadratische Langhaus mit hohem Walmdach schließt mit etwas niedrigerem First der Chor an, dessen gotische Strebepfeiler noch sichtbar sind. An der nördlichen Seite befindet sich der Turm mit überhöhtem Zwiebelhelm, der im Schallgeschoß ionische Eckpilaster aufweist. Der Zentralraum im Inneren wird von einer Flachkuppel auf Pendentifs überhöht, der zweijochige Chor ist platzlgewölbt. Das Gemälde des monumentalen, konkav geschwungenen Hochaltars stammt von Agostino a San Luca. | BDA-Hist.: Q1754494 Status: § 2a Stand der BDA-Liste: 2025-06-30 Name: Ober St. Veiter Pfarrkirche hl. Veit, Maria Zuflucht d. Sünder GstNr.: 1 Ober St. Veiter Pfarrkirche |
| ja    | Datei hochladen | Erzbischöfliche Schlossanlage HERIS-ID: 48319 Objekt-ID: 51772                                                                         | Wolfrathplatz 2 Standort KG: Ober St. Veit                                                                                   | Das erzbischöfliche Schloss war 1194 Adelssitz, wurde 1365 von Herzog Rudolf IV. dem Kapitel von St. Stephan geschenkt und 1529 von den Türken zerstört. In den Jahren 1650–1654 entstand nach Auftrag von Fürstbischof Philipp Graf Breuner ein barockes, repräsentatives Residenzschloss, das trotz einiger späterer Umgestaltungen noch heute in den wesentlichen Elementen unverändert erhalten ist. Baumeister war Domenico Carlone, Steinmetzmeister Ambrosius Regondi lieferte das Haupttor und den Stiegenaufgang. Der Stich von G. M. Vischer (1672) zeigt das Schloss im Wesentlichen in seiner heutigen Form (nur der Turm wurde unter Fürsterzbischof Sigismund von Kollonitz 1742 abgetragen). 1762–1777 erfolgte eine Umgestaltung von Nikolaus Pacassi, aus dieser Zeit stammen Wandbilder von Johann Baptist Wenzel Bergl. Später war es bis ca. 1930 Sommersitz des Wiener Erzbischofs, heute ist es Sitz kirchlicher Schulen. | BDA-Hist.: Q38029962 Status: § 2a Stand der BDA-Liste: 2025-06-30 Name: Erzbischöfliche Schlossanlage GstNr.: 2, 3/1 Erzbischöfliches Schloss Ober Sankt Veit |
| ja    | Datei hochladen | Ehemaliger Stadtbahn-Teilbereich der heutigen U4 HERIS-ID: 111248 Objekt-ID: 129040                                                    | U-Bahn-Station Ober Sankt Veit Standort KG: Ober St. Veit                                                                    | Hier verläuft die Wientallinie parallel zum regulierten Wienfluss (zur ehemaligen Stadtbahn allgemein, siehe KG Hacking). In diesem Abschnitt liegt auch das historische Stationsgebäude der U-Bahn-Station Ober St. Veit. Diese von Otto Wagner geplante Station der Wiener Stadtbahn entspricht dem Typ der Tiefbahnstation. Sie ist ein Torbau für die Stiegenanlagen zum Bahnhof. Der Stil ist moderner (secessionistischer) als der der Hochbahnstationen. Das markanteste Element sind die auf durchbrochenen Metallpfeilern ruhenden Traggitterkonstruktionen über den Eingängen. | BDA-Hist.: Q64765162 Status: Bescheid Stand der BDA-Liste: 2025-06-30 Name: ehem. Stadtbahn – Teilbereich der heutigen U4 GstNr.: 1662/12, 1690/1 Vienna Stadtbahn architecture |
| ja    | Datei hochladen | Anlage Rosenhügel der I. Wiener Hochquellenwasserleitung HERIS-ID: 13350 Objekt-ID: 9527                                               | Am Rosenhügel 5 Standort KG: Rosenberg                                                                                       | Das Hauptreservoir am Endpunkt der I. Wiener Hochquellenwasserleitung wurde 1870–1873 errichtet, später öfter erweitert und 1900–1910 an die II. Wiener Hochquellenwasserleitung angeschlossen. Der unterirdische Wasserbehälter besteht aus sechs Kammern mit kreuzgratgewölbten Pfeilerhallen. Der Schiebekammerbau ist ein kubischer Bau mit Rustika, quaderverkleidetem Torbau, einem Mittelrisaliten und einer Attika mit Skulpturengruppe von Franz Melnitzky. Das Entnahmebauwerk stammt aus den Jahren 1894–1896 und orientiert sich an der Festungsbauweise der damaligen Zeit. | BDA-Hist.: Q60156730 Status: Bescheid Stand der BDA-Liste: 2025-06-30 Name: Anlage Rosenhügel (1. Wiener Hochquellenleitung) GstNr.: 29/2 Wasserbehälter Rosenhügel |
| ja    | Datei hochladen | Anlage Neurologisches Krankenhaus Rosenhügel HERIS-ID: 112373 Objekt-ID: 130517seit 2019                                               | Riedelgasse 5 Standort KG: Rosenberg                                                                                         | Das Krankenhaus ist ein System von Pavillons, die in einem parkartigen Areal fächerförmig um die Mittelachse des Direktionsgebäudes gruppiert sind. Gestiftet von Nathaniel Meyer von Rothschild, wurde es 1910–1912 teils nach Plänen von Fellner und Helmer, teils nach Plänen von Krauss und Tölk erbaut. | BDA-Hist.: Q1715258 Status: Bescheid Stand der BDA-Liste: 2025-06-30 Name: Anlage Neurologisches Krankenhaus Rosenhügel GstNr.: 5/1, 62, 63, 64, 65, 66, 72, 5/3 Neurologisches Zentrum Rosenhügel |
| ja    | Datei hochladen | ehem. Stadtbahn – Teilbereich der heutigen U4 HERIS-ID: 111255 Objekt-ID: 129047                                                       | Standort KG: Rudolfsheim, Schönbrunn                                                                                         | Beschreibung der ehem. Stadtbahn siehe KG Hacking. Zu diesem Abschnitt gehört auch die U-Bahn-Station Schönbrunn (eine Tiefstation). | BDA-Hist.: Q37822939 Status: Bescheid Stand der BDA-Liste: 2025-06-30 Name: ehem. Stadtbahn – Teilbereich der heutigen U4 GstNr.: 1572/5, 170 Vienna Stadtbahn architecture |
| ja    | Datei hochladen | Maria-Theresien-Kaserne, Fasangartenkaserne HERIS-ID: 48263 Objekt-ID: 51708                                                           | Am Fasangarten 2 Standort KG: Schönbrunn                                                                                     | Wiens größte Kaserne mit 282.900 m² wurde 1937 als Bau einer Dollfuß-Führerschule begonnen. Nach dem Anschluss wurde der halbfertige Bau bis 1940 als Kaserne für die SS, später Waffen-SS ausgebaut und fertiggestellt. Sie liegt südlich des Schönbrunner Schlossparks, an dessen Achse sie sich orientiert. Dem zentralen Exerzierplatz mit den Mannschaftsgebäuden ist das Kommandogebäude südlich vorgelagert. Die Putzfassaden sind glatt mit flachen Risaliten, deren auffälligster Akzent die rundbogigen Durchfahrten sind. | BDA-Hist.: Q1261495 Status: § 2a Stand der BDA-Liste: 2025-06-30 Name: Maria-Theresien-Kaserne, Fasangartenkaserne GstNr.: 49/2, 49/3, 49/4, 49/5, 49/6, 49/7, 49/8, 49/9, 49/10, 49/11, 49/12, 49/13, 49/17, 49/19, 49/20, 49/21, 49/24, 49/25 Maria-Theresien-Kaserne |
| ja    | Datei hochladen | Ehem. Hofpavillon Schönbrunn, Kaiserpavillon HERIS-ID: 41148 Objekt-ID: 41592                                                          | U-Bahn Station Hietzing U Station, bei Standort KG: Schönbrunn                                                               | Der Hofpavillon wurde von Otto Wagner bei der Eröffnung der Wientallinie 1898 für den Kaiser und sein Gefolge erbaut. Er ist ein Zentralbau mit Kuppel, die Formensprache ist ans Barock angelehnt. Im Innenraum befindet sich ein monumentales Panoramagemälde Wiens von Carl Moll. | BDA-Hist.: Q53938177 Status: Bescheid Stand der BDA-Liste: 2025-06-30 Name: Ehem. Hofpavillon Schönbrunn, Kaiserpavillon GstNr.: 6/1, 2/10 Hofpavillon Hietzing |
| ja    | Datei hochladen | Straßenbrücke, Schönbrunner Schlossbrücke HERIS-ID: 64841 Objekt-ID: 77606                                                             | Verbindung 13., Schönbrunner Schlossstr., mit 14., Hadikgasse/Schlossallee, und 15., Linke Wienzeile Standort KG: Schönbrunn | Die Brücke wurde 1900 als breite Betonbogenbrücke errichtet. An der Seite ist die Brücke von Kunststeinbalustrade eingefasst. Schlossseitig befinden sich zwei steinerne Sphingen am Brückenkopf, nordseitig zwei Löwen aus den 1770er-Jahren von Johann Christian Wilhelm Beyer. Anmerkung: Die Schönbrunner Schlossbrücke wird neben der KG Schönbrunn auch in der KG Penzing geführt. | BDA-Hist.: Q110820397 Status: § 2a Stand der BDA-Liste: 2025-06-30 Name: Schlossbrücke Schönbrunn GstNr.: 8/5, 9 Schönbrunner Schlossbrücke |
| ja    | Datei hochladen | Villa XAIPE HERIS-ID: 41133 Objekt-ID: 41577                                                                                           | Grünbergstraße 2 Standort KG: Schönbrunn                                                                                     | Identadresse Schönbrunner Straße 309. Die Villa wurde 1793 erbaut. In ihrem Stil erinnert sie an französischen Barockklassizismus. Sie ist ein zweigeschoßiger, blockhafter Baukörper unter einem Mansarddach. Der übergiebelte Mittelrisalit an der Nordseite ist durch eine vertiefte, gekehlte Rundbogennische mit Balkon akzentuiert. Im Garten befindet sich das sogenannte Schubertstöckl, ein zweigeschoßiges Gartenhaus mit Fassade aus dem dritten Viertel des 19. Jahrhunderts. Anmerkung: (XAIPE, griechisches Alphabet; sprich: chaire) | BDA-Hist.: Q1275715 Status: Bescheid Stand der BDA-Liste: 2025-06-30 Name: Villa Xaipe (Chaire) GstNr.: 62/2, 62/1 Villa XAIPE |
| ja    | Datei hochladen | U-Bahn-Station Hietzing Kennedybrücke (Außenerscheinung) HERIS-ID: 64880 Objekt-ID: 77648                                              | Hietzinger Kai Standort KG: Schönbrunn                                                                                       | Das Aufnahmsgebäude der U-Bahn-Station Hietzing wurde gemeinsam mit der neuen Brücke 1960–1964 von Fritz Pfeffer erbaut. Das markanteste Element ist das ovale Betonflugdach. | BDA-Hist.: Q125389922 Status: § 2a Stand der BDA-Liste: 2025-06-30 Name: U-Bahn Station Hietzing Kennedybrücke (Außenerscheinung) GstNr.: 6/3, 6/7, 6/8, 6/9 Aufnahmsgebäude Kennedybrücke |
| ja    | Datei hochladen | Anlage Schloss Schönbrunn HERIS-ID: 111081 Objekt-ID: 128858                                                                           | Schönbrunner Schlossstraße 47 Standort KG: Schönbrunn und Hietzing                                                           | Das Schloss wurde 1696–1701 von Johann Bernhard Fischer von Erlach an Stelle eines älteren Jagdschlosses erbaut und 1743–1749 von Nikolaus von Pacassi stark verändert. Es war seit Maria Theresia kaiserlicher Sommersitz und gilt als eines der bedeutendsten Barockbauwerke Österreichs. Seit dem 19. Jahrhundert ist es in einem charakteristischen Gelbton gestrichen, der in der k.u.k. Monarchie quasi zum Staatssymbol wurde. Zum Schloss zählen auch zahlreiche Nebengebäude wie die Wagenburg oder das Schönbrunner Schlosstheater. | BDA-Hist.: Q131330 Status: Bescheid Stand der BDA-Liste: 2025-06-30 Name: Anlage Schloss Schönbrunn GstNr.: 616, 617, 13/1, 14, 15/1, 15/2, 16, 17, 18, 19/1, 21/1, 21/3, 22, 23, 24/1, 25, 26, 27, 38/1, 38/2, 38/3, 57/1, 58, 20, 21/2, 28, 30/1, 35, 36, 30/2, 30/6, 38/4, 39/1, 39/2, 49/14, 49/15, 49/26, 32/3, 32/1 Palace of Schönbrunn                                                                                        |
| ja    | Datei hochladen | Anlage Schlosspark Schönbrunn mit Colinbrunnen, Gitterportal sowie Mauern HERIS-ID: 98179 Objekt-ID: 114069                            | Schönbrunner Tiergarten Standort KG: Schönbrunn und Hietzing                                                                 | Ein Schlosspark wurde schon Ende des 17. Jahrhunderts entworfen, die meisten Anlagen und Bauten gehen allerdings erst auf die 1770er-Jahre zurück, wo die Gestaltung des Gartens von Johann Ferdinand Hetzendorf von Hohenberg geleitet wurde. Älter ist nur die Orangerie und der 1752 eröffnete Tiergarten, der der älteste noch existierende der Welt ist. An Bauten und Brunnen ist vor allem die Gloriette zu nennen, die den Park vom dahinter liegenden Hügel aus optisch abschließt, der Neptunbrunnen, das Palmenhaus, der Obeliskbrunnen oder auch die künstlichen römischen Ruinen. Der Brunnen bei der Orangerie stammt wohl von Alexander Colin aus der Mitte des 16. Jahrhunderts und stammt ursprünglich von Schloss Neugebäude, von dem einige Teile zum Bau des Schlosses und des Gartens verwendet wurden. Das Kaiserstöckl steht zur Hietzinger Hauptstraße. | BDA-Hist.: Q21167264 Status: Bescheid Stand der BDA-Liste: 2025-06-30 Name: Anlage Schlosspark Schönbrunn mit Colinbrunnen, Gitterportal sowie Mauern GstNr.: 616, 617, 13/1, 14, 15/1, 15/2, 16, 17, 19/1, 21/1, 21/3, 23, 24/1, 25, 26, 38/1, 38/2, 38/3, 20, 21/2, 28, 30/1, 35, 36, 30/2, 30/6, 38/4, 39/1, 39/2, 49/14, 49/15, 49/26, 32/3, 32/1 Gardens of Schönbrunn                                                           |
| ja    | Datei hochladen | Bauernhaus, Tirolergarten, Haidachhof aus Brandenberg, Tirol HERIS-ID: 34353 Objekt-ID: 32545                                          | Tirolergarten im Schlosspark Schönbrunn Standort KG: Schönbrunn                                                              | Der ehemalige Haidachhof aus Brandenberg wurde 1722 erbaut und später mehrfach umgebaut, und 1994 anstelle älterer Tiroler Hofbauten in den Tirolergarten übertragen. Er stellt den Typus des zweigeschoßigen Unterinntaler Einhofs dar. Er weist einen umlaufenden Balkon und ein Satteldach auf. | BDA-Hist.: Q37957286 Status: Bescheid Stand der BDA-Liste: 2025-06-30 Name: Bauernhaus, Tirolergarten, Haidachhof aus Brandenberg, Tirol GstNr.: 30/1 Haidachhof aus Brandenberg |
| ja    | Datei hochladen | Ehemaliger Stadtbahn-Teilbereich der heutigen U4 HERIS-ID: 111249 Objekt-ID: 129041                                                    | Standort KG: Schönbrunn | Beschreibung unter KG Hacking. Anmerkung: Teilbereich westlich und unterhalb der Schlossbrücke | BDA-Hist.: Q37822899 Status: Bescheid Stand der BDA-Liste: 2025-06-30 Name: ehem. Stadtbahn – Teilbereich der heutigen U4 GstNr.: 164, 165, 166 Vienna Stadtbahn architecture |
| ja    | Datei hochladen | Ehemaliger Stadtbahn-Teilbereich der heutigen U4 HERIS-ID: 111250 Objekt-ID: 129042                                                    | Standort KG: Schönbrunn | Hier verläuft die Wientallinie parallel zum regulierten Wienfluss (siehe KG Hacking). Anmerkung: Teilbereich östlich der Schlossbrücke | BDA-Hist.: Q64765163 Status: Bescheid Stand der BDA-Liste: 2025-06-30 Name: ehem. Stadtbahn – Teilbereich der heutigen U4 GstNr.: 6/1, 65/2, 66, 2/10, 65/4 Vienna Stadtbahn architecture |
| ja    | Datei hochladen | Siedlung Lainz-Speising und Künstlersiedlung HERIS-ID: 80766 Objekt-ID: 94512                                                          | Dvorakgasse 2–70 (Siedlung Hermeswiese) Standort KG: Speising                                                                | Beide Siedlungen wurde 1923 von Emil Krause im Anschluss an die Siedlung Hermeswiese errichtet. Die Siedlung Lainz-Speising war ursprünglich für Gemeindebedienstete gedacht. Die Bauten erinnern noch stark an Werkssiedlungen der Vorkriegszeit. | BDA-Hist.: Q38174502 Status: § 2a Stand der BDA-Liste: 2025-06-30 Name: Siedlung Lainz-Speising und Künstlersiedlung GstNr.: 495/10, 495/11, 495/13, 495/14, 495/15, 495/16, 495/17, 495/23, 495/60, 495/61, 495/62, 495/63, 495/64, 495/65, 495/66, 495/67, 495/68, 495/69, 495/70, 495/71, 495/72, 495/73, 495/74, 495/75, 495/76, 495/77, 495/78, 495/79, 495/80, 495/81, 495/83, 495/84, 495/85, 495/86, 495/91, 495/100, 495/101 |
| ja    | Datei hochladen | Wohnhausanlage für Post- und Telegraphenangestellte HERIS-ID: 48382 Objekt-ID: 51840                                                   | Hetzendorfer Straße 184, 186 Standort KG: Speising                                                                           | Dieses aus vier Baukörpern bestehende Wohnhausanlage wurde 1922/23 von Rudolf Wiszkoczil-Werian und Friedrich Tomasovsky erbaut. | BDA-Hist.: Q38030156 Status: § 2a Stand der BDA-Liste: 2025-06-30 Name: Wohnhausanlage der Gemeinde Wien, Wohnhausanlage für Post- und Telegraphenangestellte GstNr.: 349/8 Hetzendorfer Straße 184-186 |
| ja    | Datei hochladen | Verwaltungs- und Wohngebäude der Straßenbahnremise Speising (TU) HERIS-ID: 48383 Objekt-ID: 51841                                      | Hetzendorfer Straße 188 Standort KG: Speising                                                                                | Der Betriebsbahnhof Speising mit angeschlossenem Verwaltungsgebäude und Wohnhausanlage wurde 1912–1915 von Ferdinand Rakuschan, Julius Joly und Othmar Tichy geplant. | BDA-Hist.: Q38030166 Status: Bescheid Stand der BDA-Liste: 2025-06-30 Name: Verwaltungs- und Wohngebäude der Straßenbahnremise Speising (TU) GstNr.: 341 Hetzendorfer Straße 188 |
| ja    | Datei hochladen | Anlage ehem. Invalidenhaus HERIS-ID: 77772 Objekt-ID: 91403                                                                            | Hochheimgasse 1 (Haupteingang an der Kreuzung Fasangartengasse/Stranzenberggasse) Standort KG: Speising                      | Das ehemalige k.u.k. Militär- und Invalidenhaus (bzw. Invalidenheim) besteht aus sieben Objekten und wurde 1908–1910 von Hans Schneider erbaut. Bemerkenswerte Objekte sind insbesondere der Ehrensaal und die Kirche (Invalidenhauskirche) im Zentrum der Anlage. Die Kirche ist ein freistehender Zentralbau mit monumentalem Kuppelhelm. Zur im Süden liegenden genuteten Hauptfassade führt eine Freitreppe, hinter dem überkuppelten Mittelrisaliten ragt der von Laterne und Kreuz bekrönte Kuppelhelm auf. Die Fassade ist von einem großen Rundbogen zusammengefasst, in dem sich ein Ädikulaportal mit torkanischen Halbsäulen und ein Thermenfenster befinden. An den beiden rahmenden Lisenen befindet sich jeweils ein secessionistisches Engelrelief. Daran schließen die Eingangsvorbauten an. Im Inneren ist die Kirche ein Zentralraum mit Pendentifkuppel. Am Hochaltar befinden sich Objekte aus der Invalidenhauskirche im III. Bezirk, insbesondere das Relief Kreuzabnahme von Georg Raphael Donner, von der Decke hängen bemerkenswerte secessionistische Radleuchter. | BDA-Hist.: Q104715415 Status: Bescheid Stand der BDA-Liste: 2025-06-30 Name: Anlage ehem. Invalidenhaus GstNr.: 358/46, 358/70, 358/94, 358/95, 358/48, 358/71, 358/72, 358/76, 358/77, 358/78, 358/91, 358/98 Militärinvalidenheim |
| ja    | Datei hochladen | Gemeindesiedlung Hermeswiese HERIS-ID: 48400 Objekt-ID: 51869 Wiener Wohnen: 1736                                                      | Hochmaisgasse 33–55 Standort KG: Speising                                                                                    | Diese Gemeindesiedlung war eine der ersten in Wien und wurde 1923/24 von Karl Ehn erbaut. Die Häuser sind sehr kleinräumig und mit Gärten gestaltet, die ursprünglich für Gemüseanbau und Kleinviehhaltung gedacht waren. An der Hochmaisgasse in die Lynkeusgasse befindet sich ein Torbau mit Uhrturm. | BDA-Hist.: Q38030257 Status: § 2a Stand der BDA-Liste: 2025-06-30 Name: Gemeindesiedlung Hermeswiese GstNr.: 495/1, 495/3, 495/4, 495/5, 495/6, 495/7, 495/9, 495/98 Gemeindesiedlung Hermeswiese |
| ja    | Datei hochladen | Wohnhaus HERIS-ID: 80745 Objekt-ID: 94491 Wiener Wohnen: 1737                                                                          | Lynkeusgasse 29–31 Standort KG: Speising                                                                                     | Dieses Gebäude wurde 1929 von Victor Reiter errichtet. Es ist ein Block inmitten der Gemeindesiedlung Hermeswiese, der zu ihr durch seine Kompaktheit in einem gewissen Kontrast steht. | BDA-Hist.: Q38174449 Status: § 2a Stand der BDA-Liste: 2025-06-30 Name: Wohnhaus GstNr.: 495/42 Lynkeusgasse 29-31 |
| ja    | Datei hochladen | Wohnhaus, Haus Anton Peschka HERIS-ID: 82910 Objekt-ID: 96763                                                                          | Maygasse 37 Standort KG: Speising                                                                                            | In diesem Haus (Bestandteil einer um 1923 erbauten Reihenhausgruppe) lebte Schieles Schwester Gertrude Peschka mit ihrem Mann, dem Maler Anton Peschka. | BDA-Hist.: Q38179518 Status: Bescheid Stand der BDA-Liste: 2025-06-30 Name: Wohnhaus, Haus Anton Peschka GstNr.: 474/61, 474/63 Haus Anton Peschka |
| ja    | Datei hochladen | Künstlersiedlung Riedelgasse HERIS-ID: 48385 Objekt-ID: 51844                                                                          | Riedelgasse 16 bis 42, ger. Nr. Standort KG: Speising                                                                        | Die Künstlersiedlung wurde 1922–1924 von Emil Krause errichtet und war für einkommensschwache Künstler gedacht. die Bauten ähneln englischen Landhäusern und haben Atelierfenster im Obergeschoß. | BDA-Hist.: Q38030178 Status: § 2a Stand der BDA-Liste: 2025-06-30 Name: Künstlersiedlung Riedelgasse GstNr.: 473/4, 473/5, 473/12, 473/13, 473/14, 473/15, 473/16, 473/17 Künstlersiedlung Riedelgasse |
| ja    | Datei hochladen | Wohnhausanlage der Gemeinde Wien, Wanda-Lanzer-Hof HERIS-ID: 48401 Objekt-ID: 51871 Wiener Wohnen: 947                                 | Speisinger Straße 84–98 Standort KG: Speising                                                                                | Der Gemeindebau entstand 1928 nach Plänen des Architekten Victor Reiter. Städtebaulich orientiert sich die Anlage an der benachbarten Siedlung Hermeswiese, für die ihr Mitteltrakt mit Durchfahrt eine Portalfunktion übernimmt, und an einer Achsenbildung zur Turmfassade der Spitalskirche Speising. Der Architekturkritiker Friedrich Achleitner zählte das monumentale Bauwerk mit seinen charakteristischen geschwungenen Balkonen zu den bemerkenswertesten Beispielen des kommunalen Wohnbaus. | BDA-Hist.: Q38030280 Status: § 2a Stand der BDA-Liste: 2025-06-30 Name: Wohnhausanlage der Gemeinde Wien GstNr.: 615/7 Wanda-Lanzer-Hof |
| ja    | Datei hochladen | Ehem. Linienamt Speising HERIS-ID: 45565seit 2024                                                                                      | Speisinger Straße 104 Standort KG: Speising                                                                                  | Das Linienamt ist eines der nach der Stadterweiterung von 1892 gebauten Mauthäuser. | BDA-Hist.: Q105516491 Status: Bescheid Stand der BDA-Liste: 2025-06-30 Name: Ehem. Linienamt Speising GstNr.: 642/2 Linienamt Speising |
| ja    | Datei hochladen | Bundeshandelsakademie und Bundeshandelsschule HERIS-ID: 48386 Objekt-ID: 51845                                                         | Speisinger Straße 105 Standort KG: Speising                                                                                  | Das späthistoristische Gebäude der Bundeshandelsakademie und Bundeshandelsschule Wien 13 wurde von 1908 bis 1912 erbaut und war ursprünglich Teil des Taubstummen-Instituts. Seine Hauptfront befindet sich an der Maygasse 43. | BDA-Hist.: Q38030189 Status: § 2a Stand der BDA-Liste: 2025-06-30 Name: Bundeshandelsakademie und Bundeshandelsschule GstNr.: 490/5 Bundeshandelsakademie und Bundeshandelsschule Wien 13 |
| ja    | Datei hochladen | Kindertagesheim, syrisch-orthodoxer Pfarrhof und Kindergarten HERIS-ID: 48388 Objekt-ID: 51848                                         | Speisinger Straße 107 Standort KG: Speising                                                                                  | Die analog gestalteten Häuser Speisinger Straße 107 und 111 entstanden 1915 nach Plänen des Architekten Theodor Mayer als Personalhäuser des Taubstummen-Instituts. Sie flankieren die Einfahrt zum Orthopädischen Spital Speising und weisen einen späthistoristisch-secessionistischen Dekor auf. An der Adresse Speisinger Straße 107 sind das Gemeindezentrum der Syrisch-orthodoxen Kirche St. Ephrem und ein Kindergarten der römisch-katholischen Pfarre Lainz-Speising untergebracht. | BDA-Hist.: Q38030199 Status: § 2a Stand der BDA-Liste: 2025-06-30 Name: Kindertagesheim, syrisch orthodoxer Pfarrhof u. Kindergarten GstNr.: 490/8 Speisinger Straße 107, Vienna |
| ja    | Datei hochladen | Anlage Orthopädisches Spital Speising, ehem. Taubstummen-Institut HERIS-ID: 77777 Objekt-ID: 91409                                     | Speisinger Straße 109 Standort KG: Speising                                                                                  | Die in einem Parkareal gelegene Anlage wurde von 1908 bis 1912 als k. k. Waisenhaus-Stiftung und Taubstummen-Institut mit Schule und Internat errichtet. Nach einer Nutzung als Lazarett (1938–1947) und Niederösterreichisches Landeskrankenhaus (1947–1969) ist hier das Orthopädische Spital Speising untergebracht. Das Kernstück des späthistoristisch-secessionistischen Krankenhauses bilden die Spitalskirche Speising und zwei langgestreckte Spitalspavillons mit Anklängen an den Heimatstil. | BDA-Hist.: Q1620018 Status: § 2a Stand der BDA-Liste: 2025-06-30 Name: Anlage Orthopädisches Spital Speising, ehem. Taubstummen-Institut GstNr.: 484/1 Orthopädisches Spital Speising |
| ja    | Datei hochladen | Ehem. Personalwohnhaus, ehem. Krankenpflegeschule der Stadt Wien HERIS-ID: 64463 Objekt-ID: 77185                                      | Speisinger Straße 111 Standort KG: Speising                                                                                  | Die analog gestalteten Häuser Speisinger Straße 107 und 111 entstanden 1915 nach Plänen des Architekten Theodor Mayer als Personalhäuser des Taubstummen-Instituts. Sie flankieren die Einfahrt zum Orthopädischen Spital Speising und weisen einen späthistoristisch-secessionistischen Dekor auf. An der Adresse Speisinger Straße 111 ist ein Betriebskindergarten des Krankenhauses Hietzing untergebracht. | BDA-Hist.: Q38107060 Status: § 2a Stand der BDA-Liste: 2025-06-30 Name: Ehem. Personalwohnhaus, ehem. Krankenpflegeschule der Stadt Wien GstNr.: 489/10 Speisinger Straße 111, Vienna |
| ja    | Datei hochladen | Villa Wachtel HERIS-ID: 41169 Objekt-ID: 41614                                                                                         | Winkelbreiten 6 Standort KG: Speising                                                                                        | Der Entwurf dieses Gebäudes aus dem Jahr 1910/11 stammt von Karl Fischl. Das Haus mit Mansardwalmdach ist zur Straßenfront mit Loggien geöffnet, die mit aufwändig gestalteten Gusssteinsäulen und reich geschnitzten Holzbalken gegliedert sind. Die teilweise holzverschalte östliche Giebelfront ist durch Keramikverkleidungen bereichert, die für Wien ungewöhnliche heterogene Volkskunstmotive aufweisen. Ebenfalls zur Straße hin sind zwei Salettln angebaut. | BDA-Hist.: Q37998485 Status: Bescheid Stand der BDA-Liste: 2025-06-30 Name: Villa/Landhaus GstNr.: 456/4 Villa Winkelbreiten 6 |
| ja    | Datei hochladen | Gesamtanlage, Krankenhaus Hietzing (ehemals Krankenhaus Lainz) HERIS-ID: 110701 Objekt-ID: 128421                                      | Wolkersbergenstraße 1 Standort KG: Speising                                                                                  | Die Anlage schließt südlich an das Pflegeheim Lainz an und besteht aus vier Gebäudekomplexen in neoklassizistischen Formen um einen rechteckigen Park mit Brunnen. Sie wurde 1908–1913 von Johann Nepomuk Scheiringer erbaut. Das Verwaltungsgebäude ist ein dreigeschoßiger Bau mit Mittelrisaliten und reichem neoklassizistischem Dekor. Das ehemalige Schwesternheim im Westen ist zusätzlich durch Loggien mit toskanischen Säulen gegliedert. In diesem Gebäude befindet sich auch die Kapelle mit Gemälden von Hans Zatzka. Zur Anlage gehört auch der Tuberkulosepavillon, ein langgestreckter Bau, der 1929/30 von Fritz Judtmann und Egon Riss erbaut wurde. | BDA-Hist.: Q1786533 Status: § 2a Stand der BDA-Liste: 2025-06-30 Name: Anlage Krankenhaus der Stadt Wien Lainz GstNr.: 570/1, 570/4 Krankenhaus Lainz |
| ja    | Datei hochladen | Kommunaler Wohnbau, Eduard-Popp-Hof HERIS-ID: 48398 Objekt-ID: 51866 Wiener Wohnen: 948                                                | Wolkersbergenstraße 22–24 Standort KG: Speising                                                                              | Diese Wohnhausanlage wurde 1931/32 von Victor Reiter erbaut. Es handelt sich um zwei bis dreistöckige Gebäude, die um einen Hof gruppiert sind. Der Dekor ist sparsam, dafür ist die Formgebung der Häuser relativ originell. | BDA-Hist.: Q38030245 Status: § 2a Stand der BDA-Liste: 2025-06-30 Name: Wohnhausanlage der Gemeinde Wien GstNr.: 496/40 Eduard-Popp-Hof |
| ja    | Datei hochladen | Straßenbrücke, Baumgartenbrücke HERIS-ID: 65680 Objekt-ID: 78544                                                                       | Verbindung 13., St.-Veit-Gasse/Kai, mit 14., Hadikgasse/Zehetnergasse Standort KG: Unterbaumgarten                           | Diese Stahl-Fachwerkbrücke stammt aus dem Jahr 1898 und wurde später verbreitert. Siehe auch Wiener Wienflussbrücken#Brücken | BDA-Hist.: Q55177548 Status: § 2a Stand der BDA-Liste: 2025-06-30 Name: Baumgarten Brücke GstNr.: 293/2, 333/1, 334/1 Baumgartenbrücke (Vienna) |
| ja    | Datei hochladen | ehem. Stadtbahn – Teilbereich der heutigen U4 HERIS-ID: 111251 Objekt-ID: 129043                                                       | Standort KG: Unterbaumgarten                                                                                                 | In diesem Überlappungsbereich zwischen KG- und Bezirksgrenze verläuft die Wientallinie parallel zum regulierten Wienfluss (siehe KG Hacking). | BDA-Hist.: Q37822911 Status: Bescheid Stand der BDA-Liste: 2025-06-30 Name: ehem. Stadtbahn – Teilbereich der heutigen U4 GstNr.: 334/1 Vienna Stadtbahn architecture |
| ja    | Datei hochladen | Schule der Stadt Wien HERIS-ID: 48299 Objekt-ID: 51749                                                                                 | Auhofstraße 49 Standort KG: Unter St. Veit                                                                                   | Identadresse Feldmühlgasse 26. Diese Schule wurde 1893 erbaut. Sie ist in einem sparsamen Sichtziegelstil mit Putzdekor gehalten. | BDA-Hist.: Q38029898 Status: § 2a Stand der BDA-Liste: 2025-06-30 Name: Schule der Stadt Wien GstNr.: 214 |
| ja    | Datei hochladen | Villa Langer HERIS-ID: 42603 Objekt-ID: 43193                                                                                          | Beckgasse 30 Standort KG: Unter St. Veit                                                                                     | Die Fassade des Hauses in der damaligen Reichgasse wurde 1900/01 von Jože Plečnik gestaltet. Sie besteht aus seriell vorgefertigten Putzornamenten (Rosen und Wellenlinien), die gleichmäßig verteilt sind. An einer mit Klinkersteinen ausgekleideten Kante ist die Skulptur einer Gans angebracht. | BDA-Hist.: Q38003244 Status: Bescheid Stand der BDA-Liste: 2025-06-30 Name: Villa Langer GstNr.: 280/83 Villa Langer |
| ja    | Datei hochladen | Villa/Atelier Klimt HERIS-ID: 48300 Objekt-ID: 51750                                                                                   | bei Feldmühlgasse 11 Standort KG: Unter St. Veit                                                                             | Dieser Bau, der Gustav Klimts letztes Atelier war, wurde von ihm 1912 in diesem Sinn adaptiert. Vor allem in den 1920er-Jahren erfolgten allerdings massive Umbauten und Änderungen, die Identität der jetzigen Villa mit Klimts Atelierhaus musste erst über Zeitzeugen erschlossen werden. | BDA-Hist.: Q1774470 Status: § 2a Stand der BDA-Liste: 2025-06-30 Name: Villa/Atelier Klimt GstNr.: 150 Klimt-Villa |
| ja    | Datei hochladen | Wetterhäuschen HERIS-ID: 63390 Objekt-ID: 76030                                                                                        | bei Hietzinger Hauptstraße 44, Johannes-Bischko-Platz Standort KG: Unter St. Veit                                            | Das Wetterhäuschen stammt aus der Zeit um 1910. | BDA-Hist.: Q38103085 Status: § 2a Stand der BDA-Liste: 2025-06-30 Name: Wetterhäuschen GstNr.: 280/68 |
| ja    | Datei hochladen | Persönlichkeitsdenkmal Carl Alexander Freiherr von Hügel HERIS-ID: 63069 Objekt-ID: 75677                                              | Hügelpark Standort KG: Unter St. Veit                                                                                        | Dieses Denkmal ist mit J Benk 1901 bezeichnet. | BDA-Hist.: Q38102039 Status: § 2a Stand der BDA-Liste: 2025-06-30 Name: Persönlichkeitsdenkmal Carl Alexander Freiherr von Hügel GstNr.: 308/1 Hügeldenkmal |
| ja    | Datei hochladen | Haus Strasser HERIS-ID: 41138 Objekt-ID: 41582                                                                                         | Kupelwiesergasse 28 Standort KG: Unter St. Veit                                                                              | Dieses 1896 erbaute Haus wurde von Adolf Loos 1918/19 komplett verändert. Die Fassadengestaltung ist auch hier vollständig aus der Raumanordnung ableitbar. Ein weiteres bei Loos öfter anzutreffendes Element ist die Halbtonne, die das Haus abschließt. | BDA-Hist.: Q37998347 Status: Bescheid Stand der BDA-Liste: 2025-06-30 Name: Haus Strasser GstNr.: 280/74 Haus Strasser |
| ja    | Datei hochladen | Haus Scheu HERIS-ID: 41140 Objekt-ID: 41584                                                                                            | Larochegasse 3 Standort KG: Unter St. Veit                                                                                   | Dieses Haus wurde 1912/1913 nach dem Entwurf von Adolf Loos erbaut. Es ist ein Terrassenhaus, das drei treppenartige Abstufungen aufweist. | BDA-Hist.: Q37998364 Status: Bescheid Stand der BDA-Liste: 2025-06-30 Name: Haus Scheu GstNr.: 296/9 Haus Scheu |
| ja    | Datei hochladen | Einfamilienhaus, ehem. Haus Urwalek HERIS-ID: 65808seit 2023                                                                           | Neblingergasse 9 Standort KG: Unter St. Veit                                                                                 | Das sachlich gestaltete Terrassenwohnhaus wurde 1929 von Siegfried Theiss und Hans Jaksch erbaut. | BDA-Hist.: Q116180167 Status: Bescheid Stand der BDA-Liste: 2025-06-30 Name: Einfamilienhaus, ehem. Haus Urwalek GstNr.: 139/19 Neblingergasse 9, Vienna |
| ja    | Datei hochladen | Figur hl. Johannes Nepomuk HERIS-ID: 64493 Objekt-ID: 77221                                                                            | St.-Veit-Gasse 48 Standort KG: Unter St. Veit                                                                                | Diese Figur stammt aus dem Jahr 1855. | BDA-Hist.: Q38107205 Status: § 2a Stand der BDA-Liste: 2025-06-30 Name: Figur hl. Johannes Nepomuk GstNr.: 68 |
| ja    | Datei hochladen | Kath. Filialkirche, Unter St. Veiter Pfarrkirche Zur Verklärung Christi HERIS-ID: 110623 Objekt-ID: 128337                             | St.-Veit-Gasse 48 Standort KG: Unter St. Veit                                                                                | Dieser von der Straßenflucht zurückgesetzte Saalbau mit vorgestelltem hohem Turm wurde anstelle einer Kirche aus den 1860er-Jahren 1965–1967 von Anton Steflicek gebaut. Die Fassade mit Giebel ist aus Sichtbeton mit Rundfenster und Rechteckportal. An der Altarwand befindet sich ein monumentales Fresko Verklärung Christi von Sepp Mayrhuber. | BDA-Hist.: Q2497061 Status: § 2a Stand der BDA-Liste: 2025-06-30 Name: Kath. Filialkirche, Unter St. Veiter Pfarrkirche Zur Verklärung Christi GstNr.: 68 Unter St. Veiter Pfarrkirche |
| ja    | Datei hochladen | Bundesrealgymnasium (Altbau) HERIS-ID: 41167 Objekt-ID: 41612                                                                          | Wenzgasse 7 Standort KG: Unter St. Veit                                                                                      | Eingang Larochegasse 2. Das Gymnasium besteht aus drei Teilen. Der älteste Teil in der Larochegasse 2 wurde 1906–1909 von Heinrich Kaiser erbaut. Die Putzgliederung auf Klinkerfonds ist teilweise in secessionistischen Formen gehalten. Der erste Erweiterungsbau stammt aus den Jahren 1930–1932 von Hans Jaksch und Siegfried Theiss. Er ist ein sachlicher Bau, bei dem die dicht gereihten großflächigen Fenster schmale Eisenrahmungen aufweisen. Der Portalvorbau aus Metall und Glas hat ein schirmartiges Betonvordach. Ein weiterer Zubau erfolgte 1990–1992. | BDA-Hist.: Q1558266 Status: Bescheid Stand der BDA-Liste: 2025-06-30 Name: Bundesrealgymnasium (Altbau) GstNr.: 296/30 Gymnasium Wenzgasse |
| ja    | Datei hochladen | Ehemaliger Stadtbahn-Teilbereich der heutigen U4 HERIS-ID: 111252 Objekt-ID: 129044                                                    | bei U-Bahn-Station Unter Sankt Veit Standort KG: Unter St. Veit                                                              | Hier verläuft die Wientallinie parallel zum regulierten Wienfluss (siehe KG Hacking), zur KG Unter St. Veit gehört allerdings nur ein kleiner Bereich zwischen Guldenbrücke und Verbindungsbahn. | BDA-Hist.: Q64765164 Status: Bescheid Stand der BDA-Liste: 2025-06-30 Name: ehem. Stadtbahn – Teilbereich der heutigen U4 GstNr.: 318 Vienna Stadtbahn architecture |